# Budapest
Budapest (Pronunciación en húngaro: /ˈbudɒpɛʃt/ (escucharⓘ)) es la capital y ciudad más poblada de Hungría, así como su principal centro industrial, comercial y de transportes. Posee 1,78 millones de habitantes (2025), que representan un quinto de la población total de Hungría. Es la segunda ciudad más poblada de Europa central (después de Berlín) y la décima de la Unión Europea. La ciudad ocupa una superficie de 525 km² y su área metropolitana cuenta con una población de 2,38 millones de habitantes. Budapest se constituyó como tal el 17 de noviembre de 1873, al unificarse las ciudades de Buda y Óbuda, en la orilla oeste del Danubio, y Pest, en la orilla este.
La historia de Budapest comenzó con Aquincum, originalmente un asentamiento celta que se convirtió en la capital de la provincia romana de Panonia Inferior. En el siglo IX ,llegaron al territorio los húngaros. Su primer asentamiento fue saqueado por los mongoles en 1241-42. La ciudad restablecida se convirtió en uno de los centros de la cultura del Renacimiento humanista en el siglo XV. Después de la batalla de Mohács y tras casi siglo y medio de dominio otomano, el desarrollo de la región entró en una nueva era de prosperidad en los siglos XVIII y XIX, y Budapest se convirtió en una ciudad global después de la unificación de 1873. También se convirtió en la segunda capital del Imperio austrohúngaro, una gran potencia que se disolvió en 1918. Budapest fue el punto focal de la revolución húngara de 1848, la República Soviética Húngara de 1919, la Operación Panzerfaust en 1944, la batalla de Budapest de 1945 y la Revolución de 1956.
Considerada como una de las ciudades más bellas de Europa y del mundo, Budapest cuenta con varios sitios que son Patrimonio de la Humanidad, entre los que se incluyen, a orillas del Danubio, el barrio del Castillo de Buda, la avenida Andrássy, la plaza de los Héroes y la histórica línea 1 del Metro de Budapest, el segundo más antiguo del mundo. Otros puntos destacados incluyen un total de ochenta manantiales geotérmicos, el mayor sistema de cuevas de aguas termales del mundo, la segunda sinagoga más grande y el tercer edificio del Parlamento más grande del mundo.[cita requerida] La ciudad atrae a alrededor de 4,3 millones de turistas al año, convirtiéndola en la 25.ª ciudad más visitada del mundo, según Euromonitor.
Budapest es, también, un importante centro financiero de Europa Central. La ciudad se situó tercera (de un total de 65 ciudades) en el Índice de Mercados Emergentes elaborado por Mastercard, y clasificada como la ciudad mejor habitable de Europa Central y Europa del Este por índice de calidad de vida según Economist Intelligence Unit. También se clasificó como el "séptimo lugar idílico de Europa para vivir" por la revista Forbes. Es, también, la mejor ciudad de Europa Central y del Este en el índice Innovation Cities' Top 100.

## Toponimia

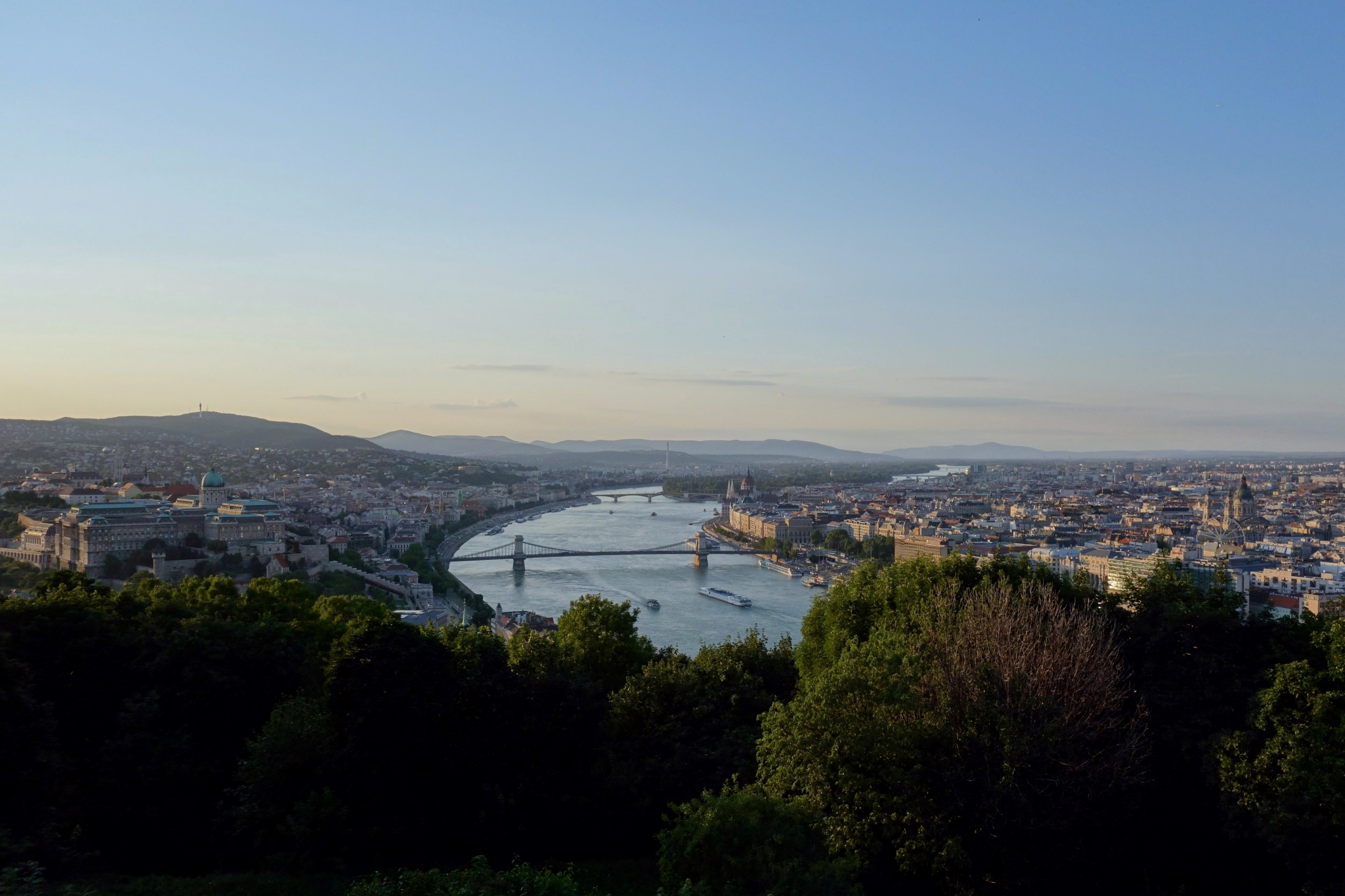
Vista de Budapest durante el atardecer.

El nombre de Budapest es la composición de los nombres de las ciudades Buda y Pest, ya que se unieron (junto con Óbuda) para convertirse en una sola ciudad en 1873. Una de las primeras apariciones del nombre combinado «Buda-Pest» fue en 1831 en el libro Világ («Mundo»), escrito por el político y escritor húngaro Esteban Széchenyi.
El origen de las palabras «Buda» y «Pest» es incierto. Según las crónicas de la Edad Media, el nombre de «Buda» viene del nombre de su fundador, Bleda (Buda), el hermano del huno Atila. La teoría de que «Buda» fue el nombre de una persona es apoyada también por los estudiosos modernos. Una explicación alternativa sugiere que deriva de la palabra eslava «вода, voda» («agua»), una traducción del nombre en latín Aquincum, que era el principal asentamiento romano en la región.
También existen varias teorías sobre el origen del nombre «Pest». Una de las teorías sostiene que proviene de época romana, ya que había una fortaleza, «Contra-Aquincum», que en esta región que se conoce como «Pession» (Πέσσιον, III.7. § 2) por Ptolomeo. Según otra teoría, toma su origen de la palabra eslava «пещера, peshtera» («cueva») o de la palabra «печь, pesht» («horno») en referencia a una cueva local. En la antigua lengua húngara había un significado similar para la palabra «horno/cueva» y el nombre antiguo original alemán de esta región fue «Ofen». Más tarde, «Ofen», en alemán, se refiere a la parte de Buda.

## Historia

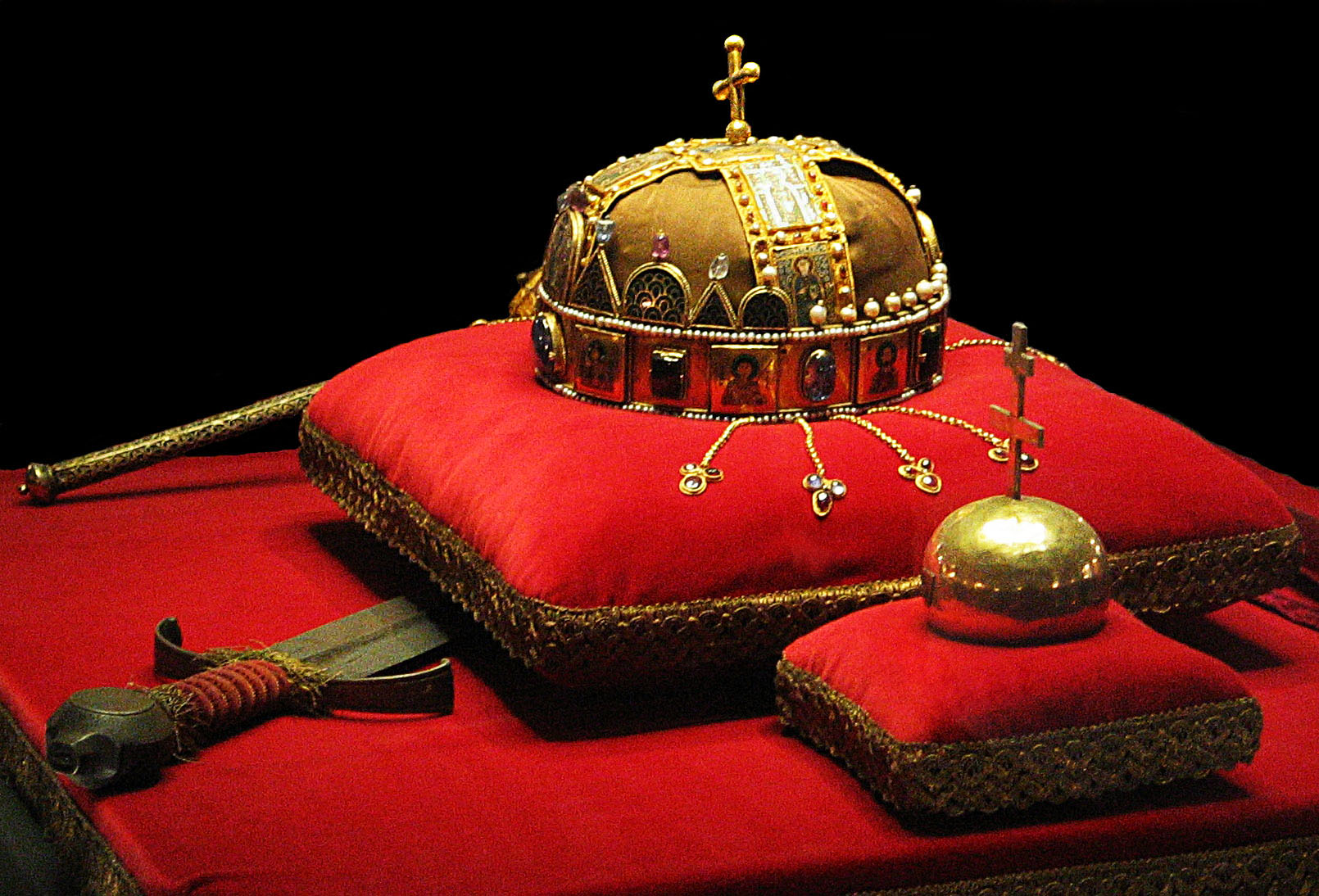
La corona de San Esteban, la espada, el cetro y el orbe de Hungría.

### Prehistoria y Edad Antigua
El primer asentamiento en el territorio de Budapest fue construido por tribus celtas antes del año 1 a. C. y fue ocupado más tarde por los romanos. El asentamiento romano, Aquincum, se convirtió en la principal ciudad de la Baja Panonia en el 106 Los romanos construyeron carreteras, anfiteatros, baños y casas con calefacción por el suelo en este campamento militar fortificado.

### Edad Media
El tratado de paz de 829 añadió Panonia a Bulgaria debido a la victoria del ejército búlgaro de Omurtag sobre el Sacro Imperio Romano de Ludovico Pío. Budapest surgió de dos fronteras búlgaras, las fortalezas militares de Buda y Pest, situada en las dos orillas del Danubio. Los húngaros, liderados por Árpád, se establecieron en el territorio a finales del IX, y un siglo más tarde se fundó oficialmente el reino de Hungría. Las investigaciones sitúan la residencia de la Casa de Árpad en un lugar cercano de lo que se convertiría en Budapest. La invasión mongola en el XIII rápidamente demostró que la defensa es difícil en una llanura. El rey Béla IV de Hungría ordenó la construcción de muros de hormigón armado en torno a las ciudades y estableció su propio palacio real en la cima de los cerros protectores de Buda. Durante este período, se invitó a colonos alemanes a reconstruir y repoblar Buda y Pest, llegando a representar la mayoría de la población en ambas ciudades. En 1361 se convirtió en la capital de Hungría.

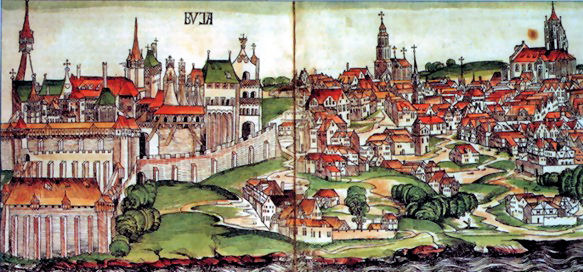
El Castillo de Buda en la Edad Media (Ilustración de Crónicas de Núremberg).

Después de la fundación de la primera universidad húngara de Pécs en 1367, la segunda se estableció en Óbuda en 1395. El papel cultural de Buda fue particularmente importante durante el reinado de Matías Corvino (r. 1458-1490). El Renacimiento italiano tuvo una gran influencia en la ciudad. Su biblioteca, la Bibliotheca Corvinniana, fue la colección de crónicas históricas y obras filosóficas y científicas más grande de Europa en el XV, y la segunda en tamaño, solo superada por la Biblioteca Vaticana. El primer libro impreso en húngaro fue en Buda en 1473.
Buda tenía unos 5000 habitantes hacia 1500, aunque estudios modernos apuntan a que la suma de Buda y Pest tenía entre 15 000 y 25 000 habitantes.

### Edad Moderna
Los otomanos saquearon Buda en 1526, la sitiaron en 1529 y, finalmente, la ocuparon en 1541. La ocupación turca duró más de 140 años. Los turcos construyeron muchas instalaciones de baños en la ciudad. Bajo el gobierno otomano, muchos cristianos se convirtieron al islam. En 1547 el número de cristianos se redujo a alrededor de mil, y en 1647 había descendido a solo unos setenta. La parte no ocupada occidental del país se convirtió en parte del imperio de los Habsburgo como Hungría real.
En 1686, dos años después del fracasado asedio de Buda, se organizó una renovada campaña de conquista de la capital húngara. Esta vez, el ejército de la Liga Santa era dos veces más grande, con más de 74 000 soldados. Entre ellos había ingleses, alemanes, holandeses, croatas, húngaros, españoles, checos, italianos, franceses, daneses y suecos, junto con otros europeos como voluntarios, artilleros, y oficiales. Las fuerzas cristianas reconquistaron Buda y, en los años siguientes, todas las tierras húngaras anteriores, a excepción de las zonas cercanas a Timişoara (Temesvár), fueron arrebatadas a los turcos. En el Tratado de Karlowitz de 1699 estos cambios territoriales fueron reconocidos oficialmente, y en 1718 todo el Reino de Hungría fue liberado del poder otomano. La ciudad quedó destruida durante la batalla, y Hungría se incorporó entonces al Imperio Habsburgo.

### Edad Contemporánea

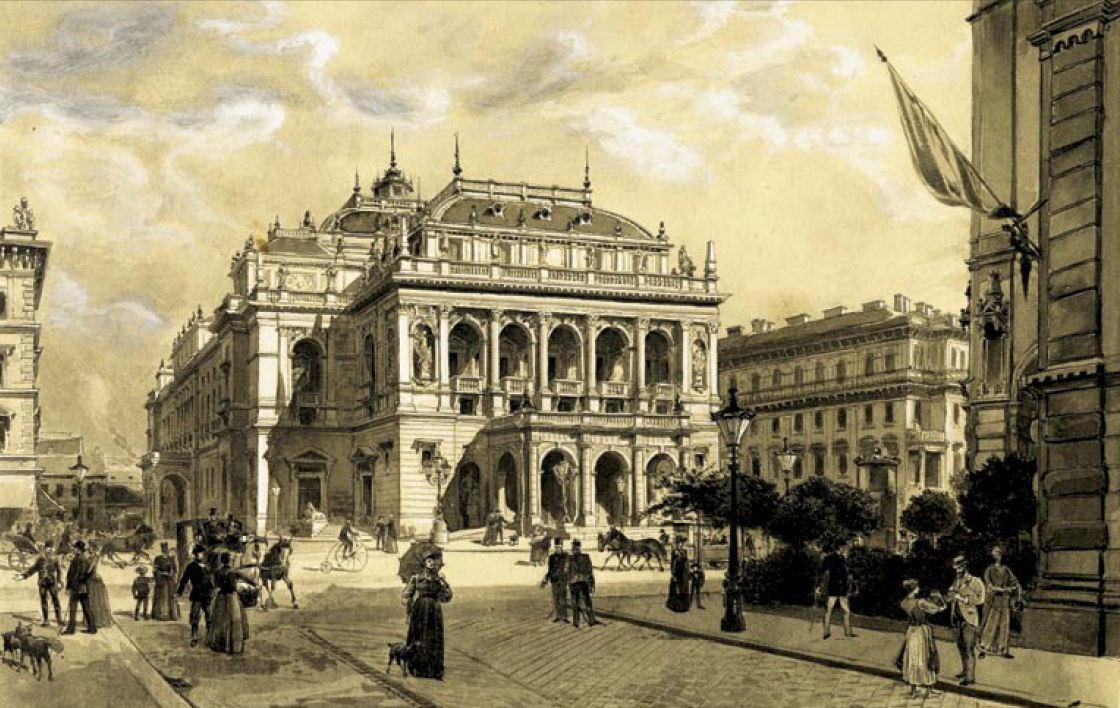
La Ópera Nacional de Hungría, construida en el período de Austria-Hungría.

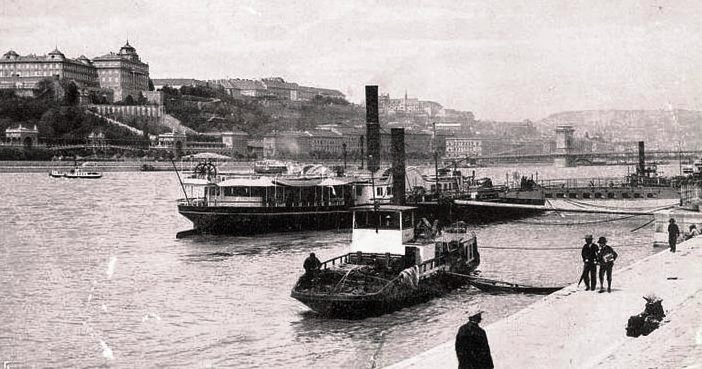
La orilla del Danubio en Budapest en una imagen de 1873.

1867 fue el año de la reconciliación, mediante el compromiso austrohúngaro que trajo consigo el nacimiento del Imperio austrohúngaro. El siglo XIX fue dominado por la lucha por la independencia de Hungría y la modernización. La insurrección nacional contra los Habsburgo comenzó en la capital húngara en 1848 y fue derrotada poco más de un año después. Esto hizo de Budapest la capital gemela de una monarquía dual. Fue este compromiso el que abrió la segunda fase de gran desarrollo en la historia de Budapest, que duró hasta la Primera Guerra Mundial (1914-1918). 
Antes del compromiso austrohúngaro se había inaugurado, en 1849, el primer puente permanente sobre el Danubio: el Puente de las Cadenas, que une Buda con Pest. Seis años después del compromiso, en 1873, se fusionaron Buda y Pest con la tercera parte, Óbuda, creando así la nueva metrópoli de Budapest. La dinámica Pest se convirtió en centro político, administrativo, económico, comercial y cultural del país. 
A mediados del siglo XIX, la mayor parte de la población de Buda y Pest era de etnia alemana. Los húngaros eran una minoría: en 1851, representaban el 35,6 % de la población. Esto cambió a lo largo de la segunda mitad del siglo XIX debido a la migración masiva de húngaros desde la superpoblada y rural Transdanubia y la Gran Llanura Húngara. En 1910, la proporción de húngaros se había incrementado hasta el 85,9 %. Así, el húngaro se convirtió en la lengua dominante y el alemán quedó desplazado. También aumento la proporción de judíos, que llegó a su punto máximo en el año 1900, con un 23,6 %. Debido a la prosperidad y la gran comunidad judía presente en la ciudad a principios del siglo XX, Budapest fue conocida también como la "Meca judía".
Tras perder la Primera Guerra Mundial (1914-1918), el Imperio austrohúngaro se desplomó en 1918. Entonces fue declarada la independencia de una efímera República Popular Húngara (1918-1919), seguida por el Reino de Hungría (1920-1946). En 1920, el tratado de paz de Trianón entre los Aliados en la guerra y el reino de Hungría finalizó la partición del país: como resultado del tratado, Hungría perdió dos tercios de su territorio y alrededor de dos tercios de sus habitantes, incluyendo 3,3 millones de los 10 millones de húngaros étnicos.

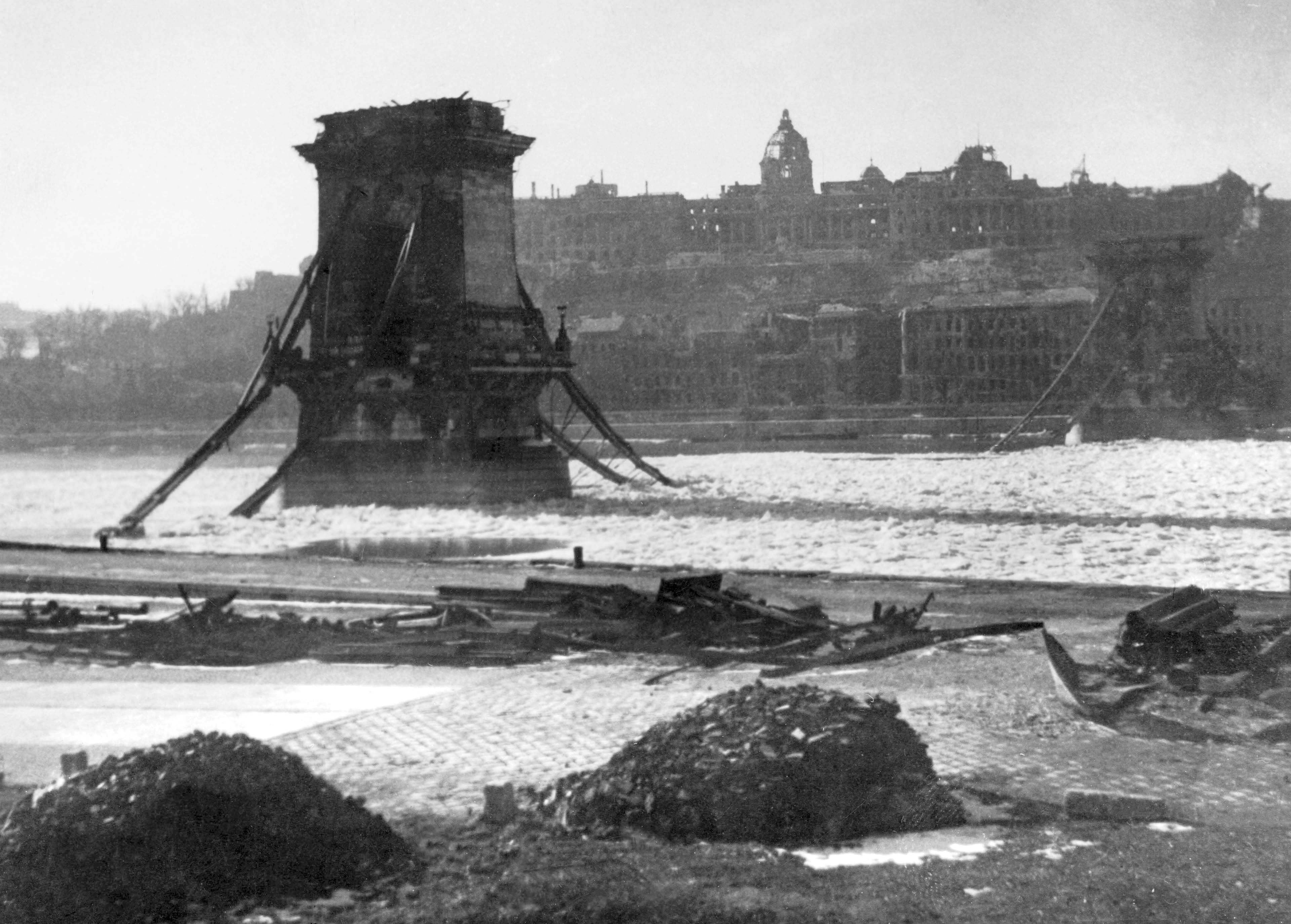
El Puente de las Cadenas de Budapest, volado por las fuerzas nazis.

En 1944, hacia el final de la Segunda Guerra Mundial (1939-1945), Budapest fue parcialmente destruida por los ataques aéreos británicos y estadounidenses. Desde el 24 de diciembre de 1944 al 13 de febrero de 1945, la ciudad fue sitiada por las tropas soviéticas durante la Batalla de Budapest. La capital sufrió grandes daños causados por el ataque de las fuerzas soviéticas y rumanas y las tropas defensoras alemanas y húngaras. Todos los puentes fueron destruidos por el ejército alemán en su huida, y más de 38 000 civiles perdieron la vida durante el conflicto.[cita requerida]
Entre el 20 % y el 40 % de los 250 000 habitantes judíos de Budapest murieron a causa del genocidio perpetrado por los nazis y el Partido de la Cruz Flechada durante 1944 y principios de 1945. El diplomático sueco Raoul Wallenberg logró salvar la vida de decenas de miles de judíos en Budapest, dándoles pasaportes suecos y tomándolos bajo su protección consular.De forma similar, el diplomático español Ángel Sanz Briz también salvó a cinco mil judíos otorgándoles pasaportes españoles de la España franquista de la época, haciéndolos pasar por judíos sefardíes. Fue declarado como Justo entre las Naciones por el estado israelí.
En 1956, las manifestaciones pacíficas en Budapest condujeron al estallido de la Revolución Húngara. La dirección se derrumbó después de las manifestaciones de las masas que se iniciaron el 23 de octubre, pero los tanques soviéticos entraron en Budapest para aplastar la revuelta. La lucha continuó hasta principios de noviembre, dejando más de tres mil muertos.

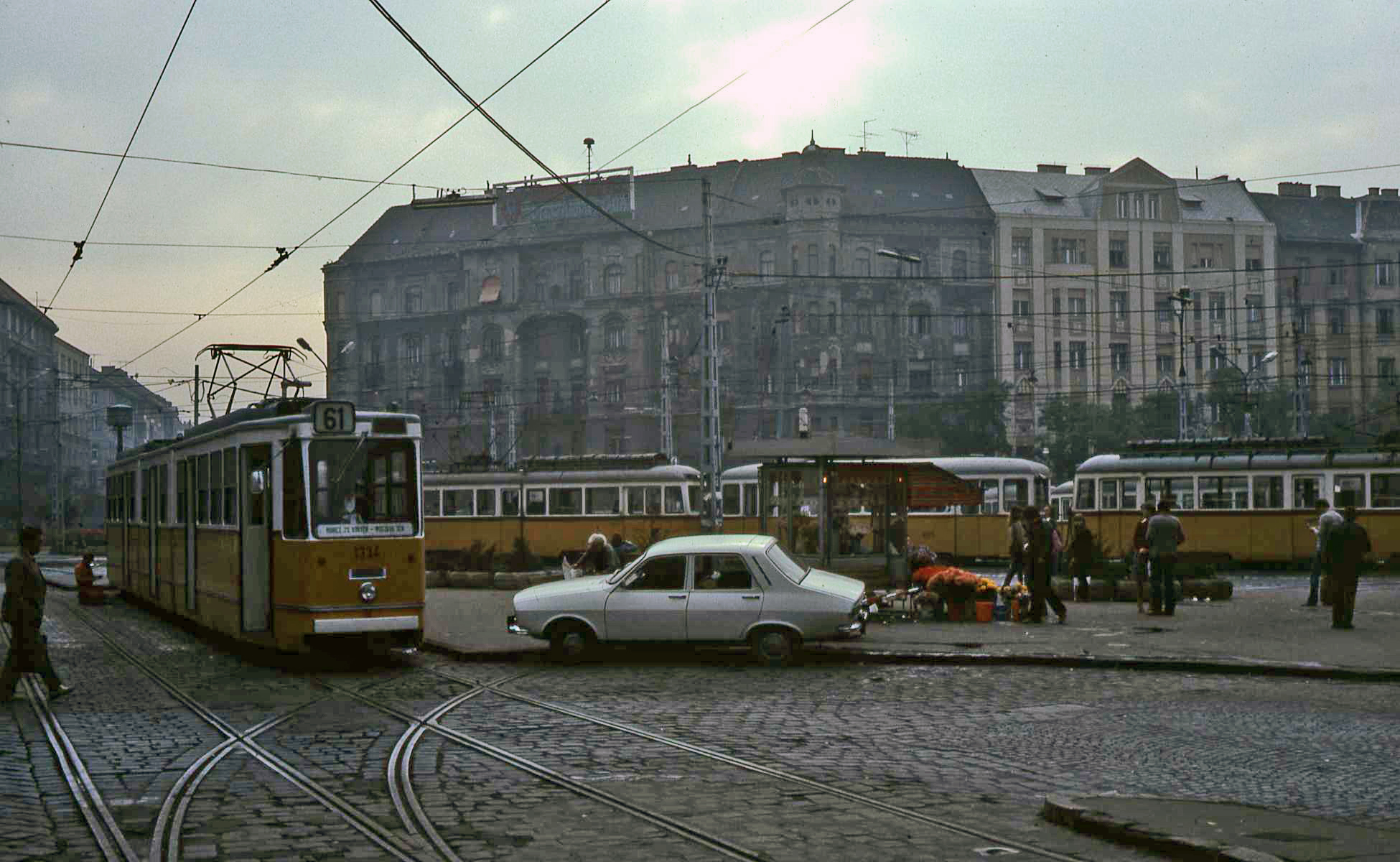
El centro de Budapest en 1979.

Desde la década de 1960 hasta finales de los ochenta, Hungría era denominada, en ocasiones y de forma satírica, como la "barraca feliz" del Bloque del Este, y gran parte de los daños de guerra de la ciudad fueron finalmente reparados. Los trabajos en el Puente de Erzsébet, el último en ser reconstruido, fueron terminados en 1964. A principios de 1970, se inauguró la línea M2 del metro de Budapest en su sentido este-oeste, seguida de la línea M3 en 1982.

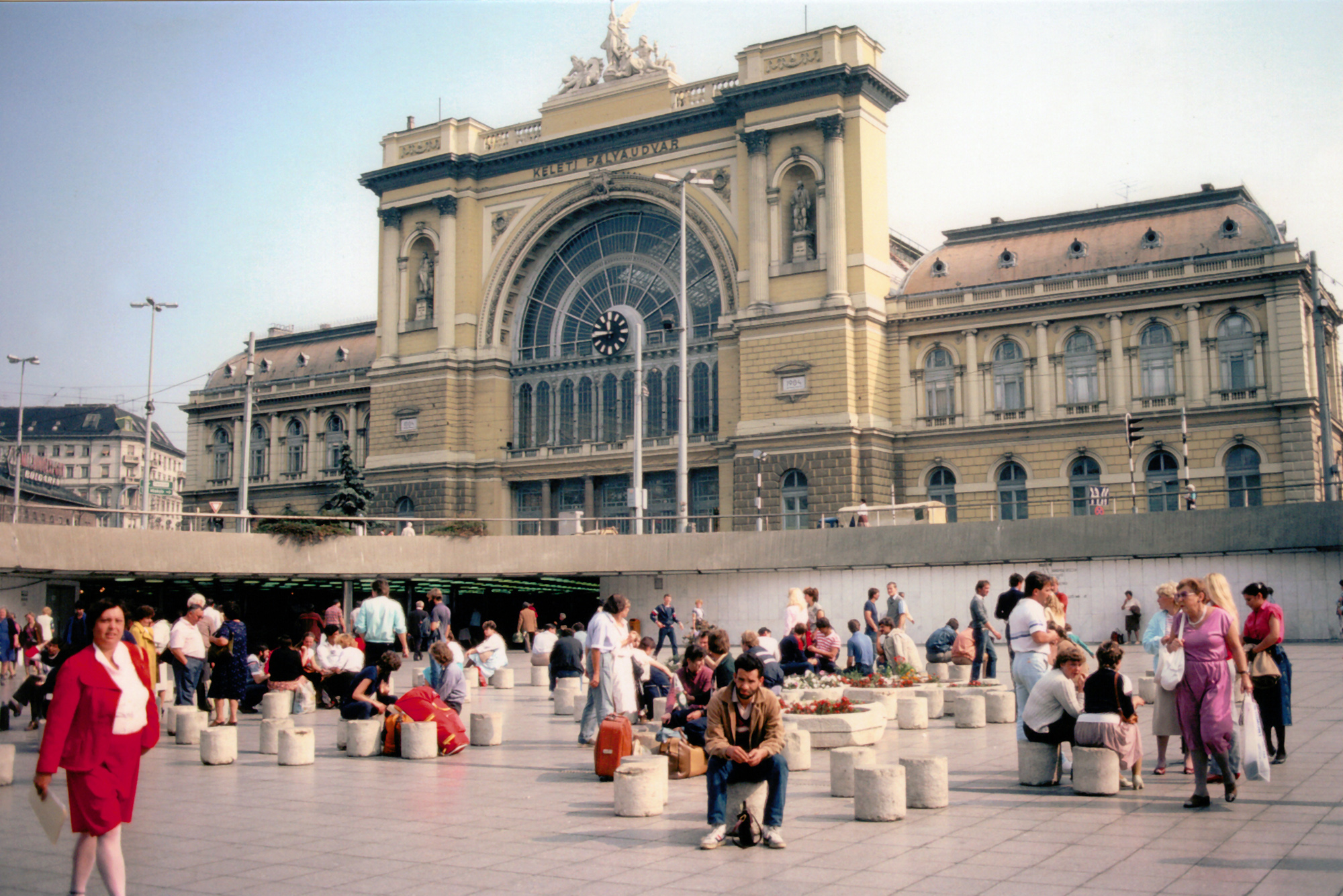
Estación de Budapest-Keleti en 1985.

En 1987, la Unesco incluyó el Castillo de Buda y las orillas del Danubio en la lista de Patrimonio de la Humanidad. En 2002, se añadió a la lista de la Unesco la avenida Andrássy (incluido el tren subterráneo del Milenio, la plaza de los Héroes y Városliget). En la década de 1980 la población de la ciudad alcanzó los 2,1 millones de habitantes. En los últimos tiempos se ha producido una disminución significativa en la población, debido principalmente a un movimiento demográfico masivo al condado de Pest, que rodea la ciudad. Desde los casi 2,1 millones de habitantes con que contaba a mediados de los años 1980,su población se ha reducido hasta los 1,75 millones de habitantes en 2016.
En las últimas décadas del siglo XX los cambios políticos y la caída del sistema comunista iniciados en 1989 produjeron importantes cambios en la sociedad civil y en las calles de Budapest. Los monumentos comunistas fueron retirados de los lugares públicos y llevados a Memento Park. En los primeros veinte años de la nueva democracia, el gobierno de la ciudad fue presidido por Gábor Demszky.

## Geografía

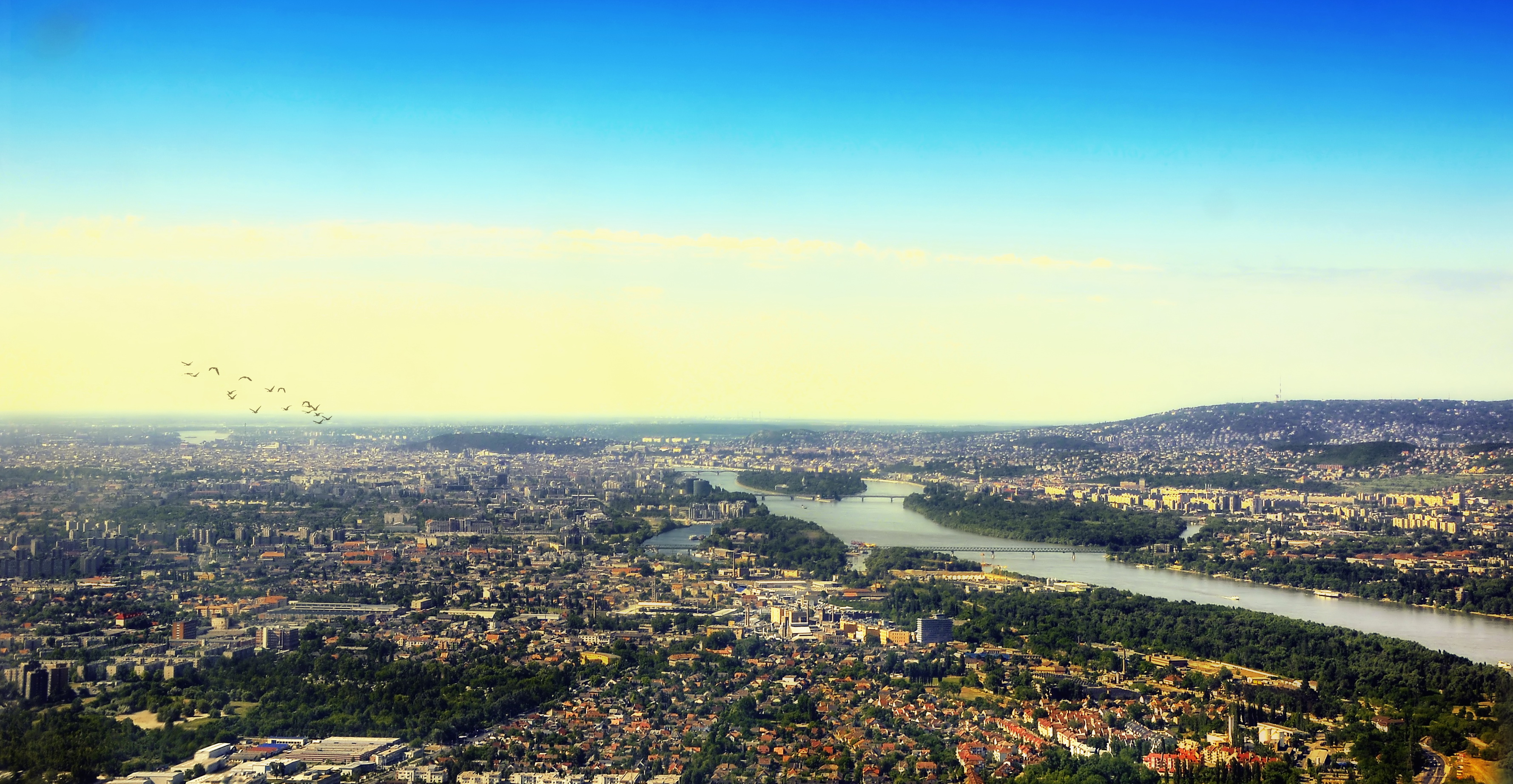
Vista del Danubio en Budapest.

El área de 525 km² de Budapest se encuentra en el centro de Hungría rodeado de asentamientos de la aglomeración en el condado de Pest. La capital se extiende a 25 y 29 kilómetros al norte-sur y este-oeste, respectivamente. El río Danubio entra en la ciudad por el norte, y más tarde rodea dos islas, Óbuda y la isla de Margarita. La tercera isla, Csepel, es la más grande de las islas del Danubio de Budapest, sin embargo, solo la punta más al norte se encuentra dentro de los límites de la ciudad. El río que separa las dos partes de la ciudad tiene 230 metros de ancho en su punto más estrecho en Budapest. Pest se encuentra en la planicie de la Gran Llanura, mientras que el terreno en Buda es muy accidentado. El terreno de Pest se levanta con una ligera pendiente hacia el este, por lo que las partes más orientales de la ciudad están a la misma altura que las pequeñas colinas de Buda, en particular la colina Gellért y monte del Castillo. Las colinas de Buda son principalmente de piedra caliza y dolomita, el agua creó espeleotemas, que se pueden encontrar los más famosos en las cuevas Pálvölgyi y Szemlőhegyi. Los cerros se formaron en la era del Triásico. El punto más alto de las colinas y de Budapest es la colina János, a 527 metros sobre el nivel del mar. El punto más bajo es la línea del Danubio, que es de 96 metros sobre el nivel del mar. Los bosques de las colinas de Buda están protegidos medioambientalmente.

### Distritos
Originalmente, después de la unificación de las tres ciudades en 1873, existían 10 distritos en Budapest. El 1 de enero de 1950, Budapest se unió con varios pueblos vecinos y el número de sus distritos se elevó hasta 22, formando el Gran Budapest. En ese tiempo hubo cambios, tanto en el orden de los distritos como en sus tamaños. Actualmente hay 23 distritos, seis en Buda, 16 en Pest y uno en la isla de Csepel, en el Danubio. Cada distrito puede asociarse con una o varias partes de la ciudad con nombres de ciudades anteriores de Budapest. El centro de la ciudad, en un sentido amplio, comprende los distritos V, VI, VII, VIII, IX y XIII en el lado de Pest, y el I, II, XI y XII en el lado de Buda.

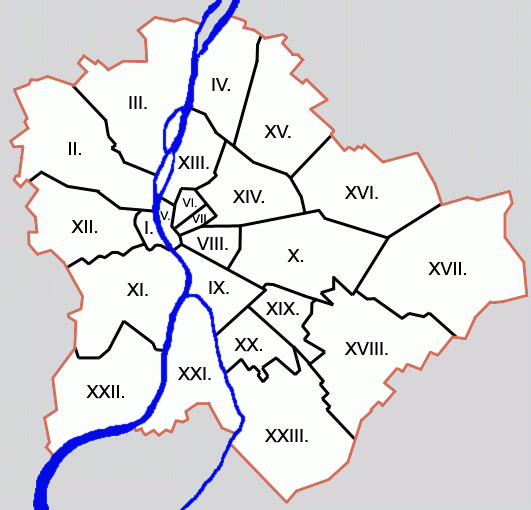
Los 23 distritos de Budapest.

#### Distrito IV
El distrito IV está ubicado al norte de Budapest, sobre la orilla oeste del Río Danubio.
Antes de 1950, fecha en que se anexaron varias zonas a Budapest, se trataba de la localidad de Újpest. El nombre significa "Nuevo Pest", porque se formó al borde de la Ciudad de Pest en 1840. Újpest fue una aldea o villa durante seis décadas antes de 1907, cuando se transformó en pueblo. Como se ha mencionado, en 1950 el pueblo se unificó con Budapest, para formar el Gran Budapest, y constituirse en el IV Distrito.

#### Distrito XXI
El distrito XXI está ubicado al norte de la isla de Csepel, por el este fluye el Danubio y en la otra margen se encuentran los distritos IX, XX y XXIII, por el oeste la frontera del distrito la marca de forma natural el contorno de la isla con la ribera del Danubio que en su margen opuesta presenta los distritos XI y XXII, por el sur el límite demarcado por la capital, es decir los límites propios del poblado de Szigetszentmiklós.
En la segunda mitad del XX ocurrió la industrialización más importante del distrito, lo que lo convirtió en una base de la industria pesada. En esta zona se asentaron los trabajadores, quienes contribuyeron a la formación de zonas urbanísticas, parques y barrios. El distrito se convirtió así en bastión de la clase obrera húngara. Fue independiente hasta el 1 de enero de 1950, cuando junto con otras zonas fue anexionado como parte integral de Budapest capital.
El distrito XXI es considerado como uno de los distritos industriales clásicos de Budapest (por su industria metalúrgica, acerera y de papel). En la primera mitad del XX la economía del distrito esta unida al nombre de Manfréd Weiss, quien con su empresa metalúrgica tenía la gama más amplia de productos que para la época existía en toda la región de Europa central y oriental. Después de la II Guerra Mundial la fábrica pasó a funcionar a manos del estado. A mediados de los años 50 hasta en el Tíbet eran comercializados los productos de la fábrica. A finales de la década de 1980 debido a la baja demanda de productos y lo elevado de los costos de mantenimiento, la fábrica fue paralizándose paulatinamente. En la actualidad el conjunto funciona como zona industrial, albergando cientos de otras empresas, oficinas, y pequeñas fábricas. Solamente una zona protectora alberga el Distrito, en la loma de Tamariska en la zona de Királyerdő que desde 1999 fue declarada por la ciudad capital como patrimonio natural, ya que en sus bancos arenosos se encuentran innumerables especies vegetales autóctonas y exclusivas de la zona.

##### Barrios de mayor relevancia
- Barrio de la calle Ady Endre
- Csillagtelep
- Barrio de Királymajori
- Barrio de Vízmű
- Barrio de la calle Árpád

### Clima

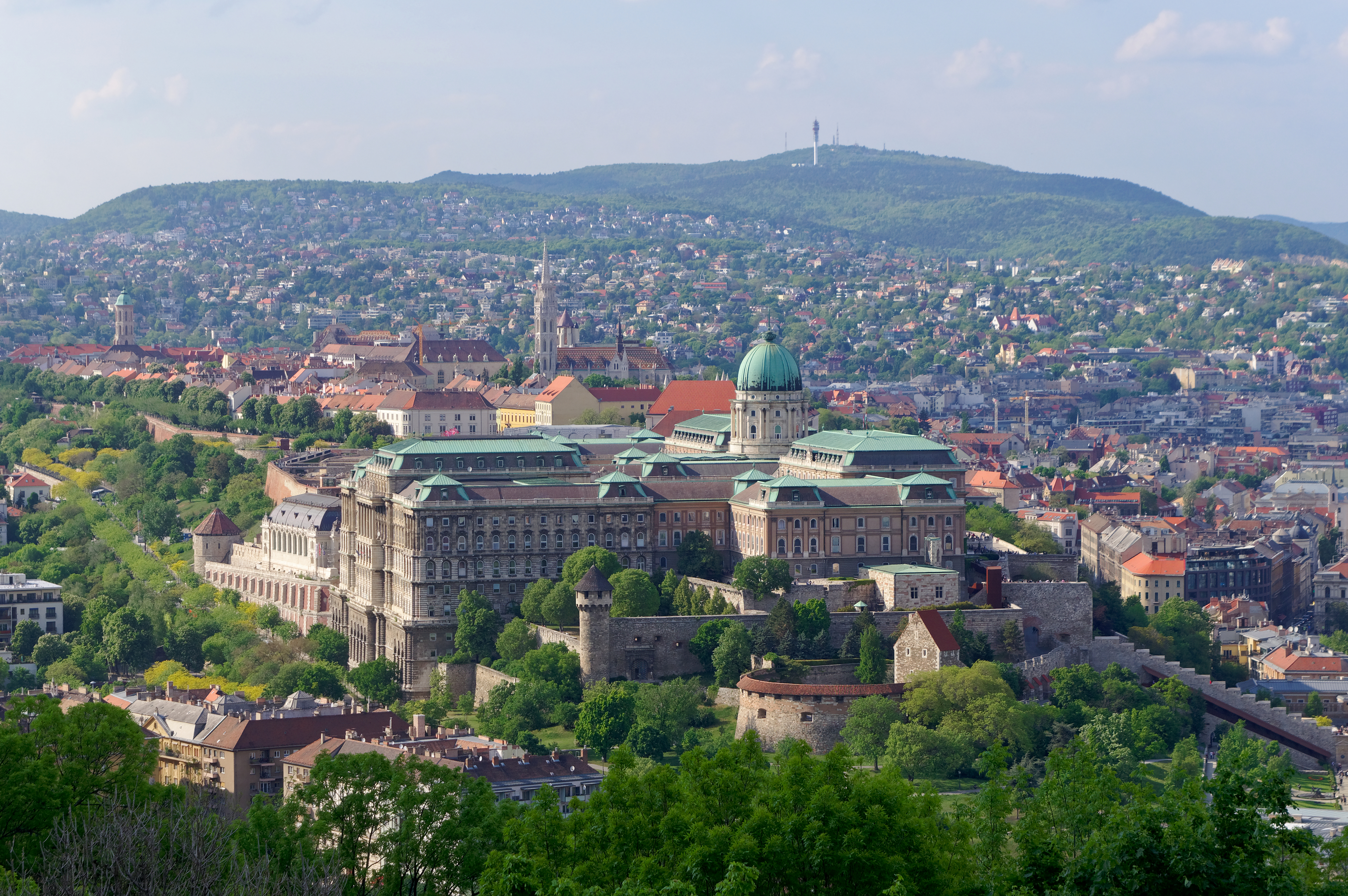
Primavera en Budapest

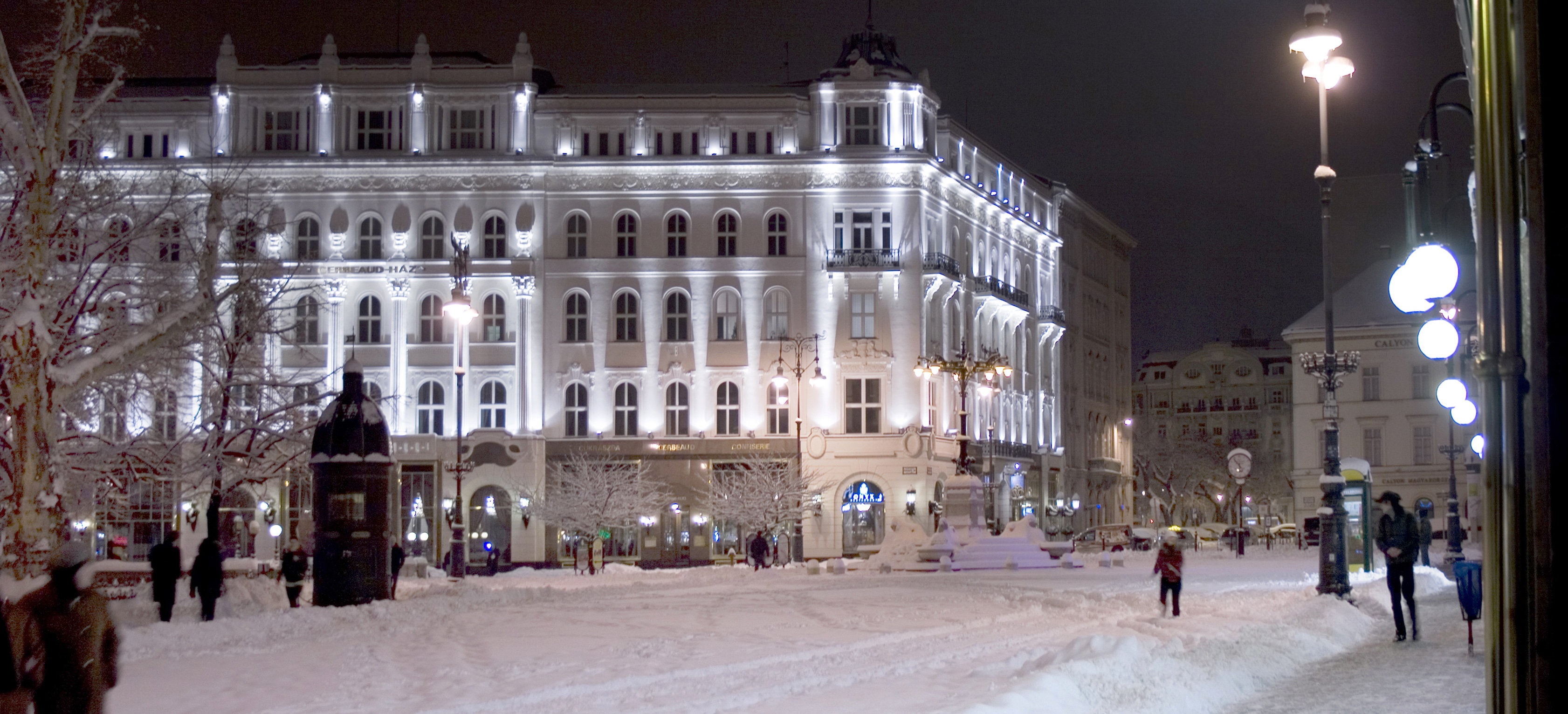
Invierno en la plaza Vörösmarty

La ciudad tiene un clima húmedo continental, un clima de transición entre el clima templado, cubierto de nieve de Transdanubia, el clima variable continental de la gran llanura plana y abierta del este y el clima casi sub-mediterráneo del sur.
La primavera se caracteriza por la abundancia de sol y lluvias aisladas. La temperatura comienza a subir notablemente en abril, por lo general alcanzan máximas de 25 °C al final del mes, aunque hay cortos períodos de frío con bajas temperaturas en la zona con 0-5 °C y las heladas pueden aparecer incluso a mediados de mayo.
En los veranos, los prolongados períodos de calor, con temperaturas entre 32-35 °C, se intercambian con breves períodos húmedos con frentes fríos provenientes del oeste, con temperaturas de entre 18-25 °C. La humedad es alta, de vez en cuando, en verano principalmente secundaria por la influencia del Mediterráneo. Sin embargo, en general, el calor es seco y las temperaturas nocturnas son muy agradables, especialmente en los suburbios residenciales. En el centro de Pest, sin embargo, no es raro que las temperaturas sean superiores a 25 °C en medianoche. Las tormentas, algunas de ellas violentas con rachas fuertes y lluvias torrenciales, también son frecuentes. La temperatura más alta registrada fue de 40,7 °C el 20 de julio de 2007.
Las temperaturas altas pueden mantenerse por encima de 20 °C hasta el final de octubre. Las noches más frías y las heladas llegan por primera vez, por lo general, en la segunda semana de octubre. Los cortos períodos fríos varían con el veranillo de San Miguel, que puede durar semanas enteras. En noviembre sobreviene la abundante lluvia, a veces nieve, y una caída drástica de las temperaturas (a 10 °C durante todo el otoño del mes).
Los inviernos son variables e impredecibles. Los vientos del oeste traen aire templado oceánico, con temperaturas de entre 5-10 °C, casi sin congelar y dispersa la lluvia o nieve. Las borrascas que se desplazan desde el mar Mediterráneo pueden traer tormentas de nieve con 20-40 cm de caída en un solo día, seguido por aire frío de Rusia. Las borrascas del Atlántico sur y el viento puede traer un clima inusualmente cálido, con temperaturas alcanzando los 15 °C incluso en enero. El anticiclón de Siberia trae cada dos años un período muy soleado, pero frío con una duración de una semana o dos con puntos bajos en el rango climático de -15 a -20 °C. Los anticiclones con los centros superiores de Europa occidental producen niebla fría sin cambios en la temperatura entre el día y la noche y se quedan alrededor o un poco por debajo de 0 °C. La niebla puede durar semanas. Las borrascas mediterráneas que se mueven por encima de la capa de niebla puede llevar uno o dos días de lluvia helada.
| Parámetros climáticos promedio de Budapest | Parámetros climáticos promedio de Budapest | Parámetros climáticos promedio de Budapest | Parámetros climáticos promedio de Budapest | Parámetros climáticos promedio de Budapest | Parámetros climáticos promedio de Budapest | Parámetros climáticos promedio de Budapest | Parámetros climáticos promedio de Budapest | Parámetros climáticos promedio de Budapest | Parámetros climáticos promedio de Budapest | Parámetros climáticos promedio de Budapest | Parámetros climáticos promedio de Budapest | Parámetros climáticos promedio de Budapest | Parámetros climáticos promedio de Budapest |
| Mes                                        | Ene.                                       | Feb.                                       | Mar.                                       | Abr.                                       | May.                                       | Jun.                                       | Jul.                                       | Ago.                                       | Sep.                                       | Oct.                                       | Nov.                                       | Dic.                                       | Anual                                      |
| ------------------------------------------ | ------------------------------------------ | ------------------------------------------ | ------------------------------------------ | ------------------------------------------ | ------------------------------------------ | ------------------------------------------ | ------------------------------------------ | ------------------------------------------ | ------------------------------------------ | ------------------------------------------ | ------------------------------------------ | ------------------------------------------ | ------------------------------------------ |
| Temp. máx. abs. (°C)                       | 18.1                                       | 19.7                                       | 25.4                                       | 30.2                                       | 34.0                                       | 39.5                                       | 40.7                                       | 39.4                                       | 35.2                                       | 30.8                                       | 22.6                                       | 19.3                                       | 40.7                                       |
| Temp. máx. media (°C)                      | 2.9                                        | 5.5                                        | 10.6                                       | 16.4                                       | 21.9                                       | 24.6                                       | 26.7                                       | 26.6                                       | 21.6                                       | 15.4                                       | 7.7                                        | 4.0                                        | 15.3                                       |
| Temp. media (°C)                           | -0.4                                       | 2.3                                        | 6.1                                        | 12.0                                       | 16.6                                       | 19.7                                       | 21.5                                       | 21.2                                       | 16.9                                       | 11.8                                       | 5.4                                        | 1.8                                        | 11.2                                       |
| Temp. mín. media (°C)                      | -1.7                                       | 0.0                                        | 3.5                                        | 7.6                                        | 12.1                                       | 15.1                                       | 16.8                                       | 16.5                                       | 12.8                                       | 7.85                                       | 2.9                                        | -0.0                                       | 7.8                                        |
| Temp. mín. abs. (°C)                       | -25.6                                      | -23.4                                      | -15.1                                      | -4.6                                       | -1.6                                       | 3.0                                        | 5.9                                        | 5.0                                        | -3.1                                       | -9.5                                       | -16.4                                      | -20.8                                      | -25.6                                      |
| Precipitación total (mm)                   | 37                                         | 29                                         | 30                                         | 42                                         | 62                                         | 63                                         | 45                                         | 49                                         | 40                                         | 39                                         | 53                                         | 43                                         | 532                                        |
| Días de precipitaciones (≥ 1 mm)           | 7                                          | 6                                          | 6                                          | 6                                          | 8                                          | 8                                          | 7                                          | 6                                          | 5                                          | 5                                          | 7                                          | 7                                          | 78                                         |
| Horas de sol                               | 55                                         | 84                                         | 137                                        | 182                                        | 230                                        | 248                                        | 274                                        | 255                                        | 197                                        | 156                                        | 67                                         | 48                                         | 1933                                       |
| Fuente: www.met.hu                         |                                            |                                            |                                            |                                            |                                            |                                            |                                            |                                            |                                            |                                            |                                            |                                            |                                            |

## Economía

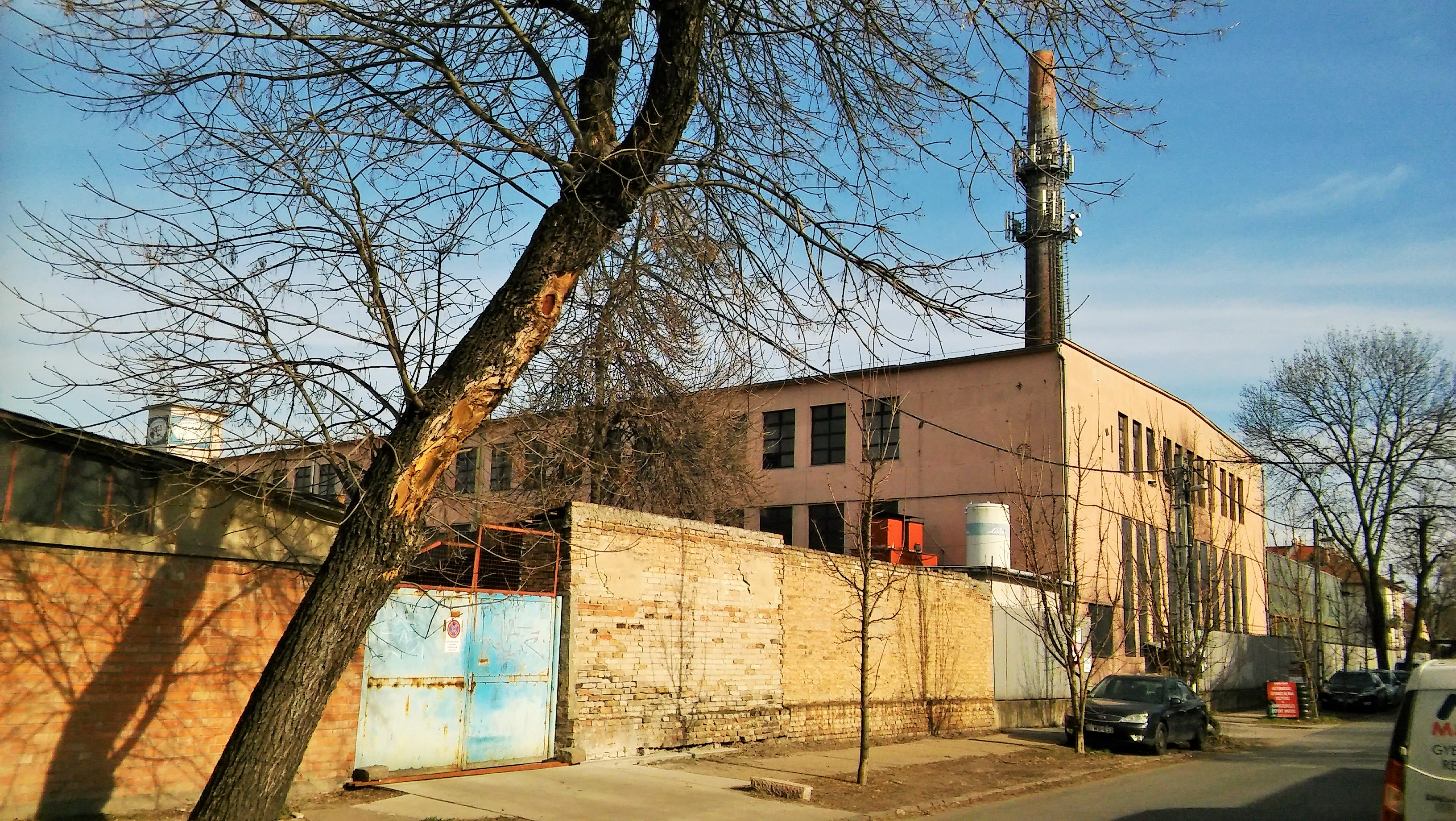
Fábrica de productos de aluminio.

Budapest se convirtió en una ciudad global debido a la industrialización. En 1910, el 45,2 % de la población total trabajaba en fábricas. La capital húngara fue una de las más grandes ciudades industriales de Europa, con 600 000 trabajadores de fábricas en la década de 1960. Entre 1920 y 1970, más de la mitad del total de la producción industrial de Hungría se hacía en Budapest. Los principales sectores que recibieron los cambios estructurales fueron la metalurgia (FÉG), la industria textil y la industria del automóvil (Ikarus).
Ahora casi todas las ramas de la industria se encuentra en Budapest. Los principales productos son los aparatos de comunicación de ingeniería e informática, máquinas eléctricas, lámparas incandescentes (General Electric). También es importante la industria farmacéutica, muy conocida Egis y las compañías Gedeon Richter y Chinoin son húngaras, mientras quela israelí Teva también tiene una división aquí.
La industria está más bien en las afueras, pues el centro es el lugar para el servicio principal de empresas financieras nacionales e internacionales, como Telekom Hungría, General Electric, Vodafone, Telenor, Erste Bank, CIB Bank, K&H Bank&Insurance, UniCredit, Budapest Bank, Generali Providencia Insurance, ING, Aegon Insurance, Allianz. Las bases regionales de Volvo Co., Saab, Ford, GE, IBM, TATA Consultancy Services Limited están Budapest. El grupo MOL de Petróleo y Gas húngaros, que con sus subsidiarias, es un líder integrado de petróleo y gas en Europa Central y del Este. El OTP Bank, que es el banco más grande de Hungría, con sucursales en otros ocho países, tienen su sede en la capital.
Budapest es el centro de los servicios, asesoría financiera, transacciones de divisas, servicios comerciales y bienes. Los servicios de comercio y logística están bien desarrollados. También merecen mención el turismo y la hostelería, ya que en Budapest existen miles de establecimientos de restaurantes, bares, cafés y lugares de fiesta.

## Patrimonio

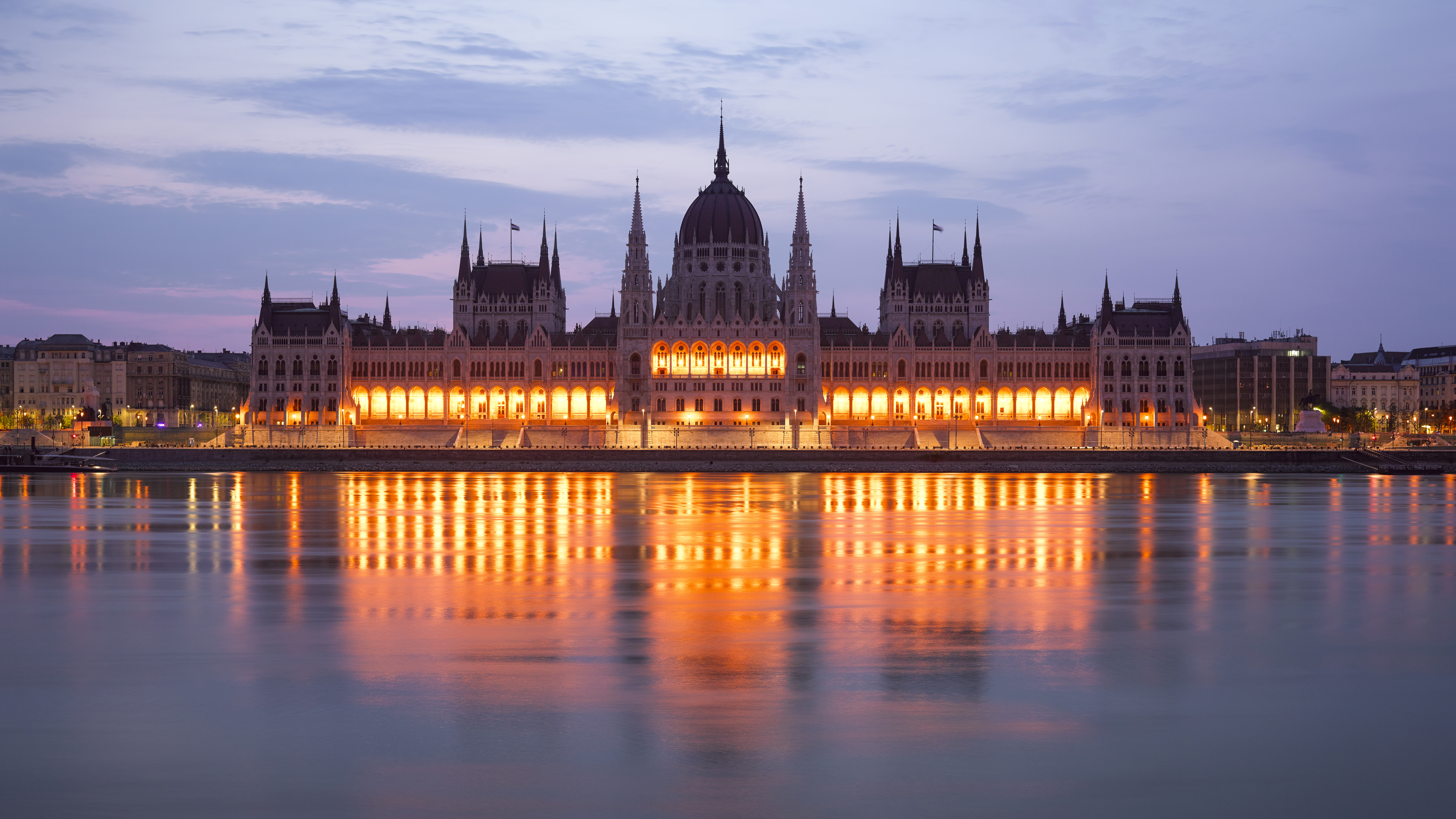
Parlamento de Hungría (1884-1902), a orillas del Danubio.

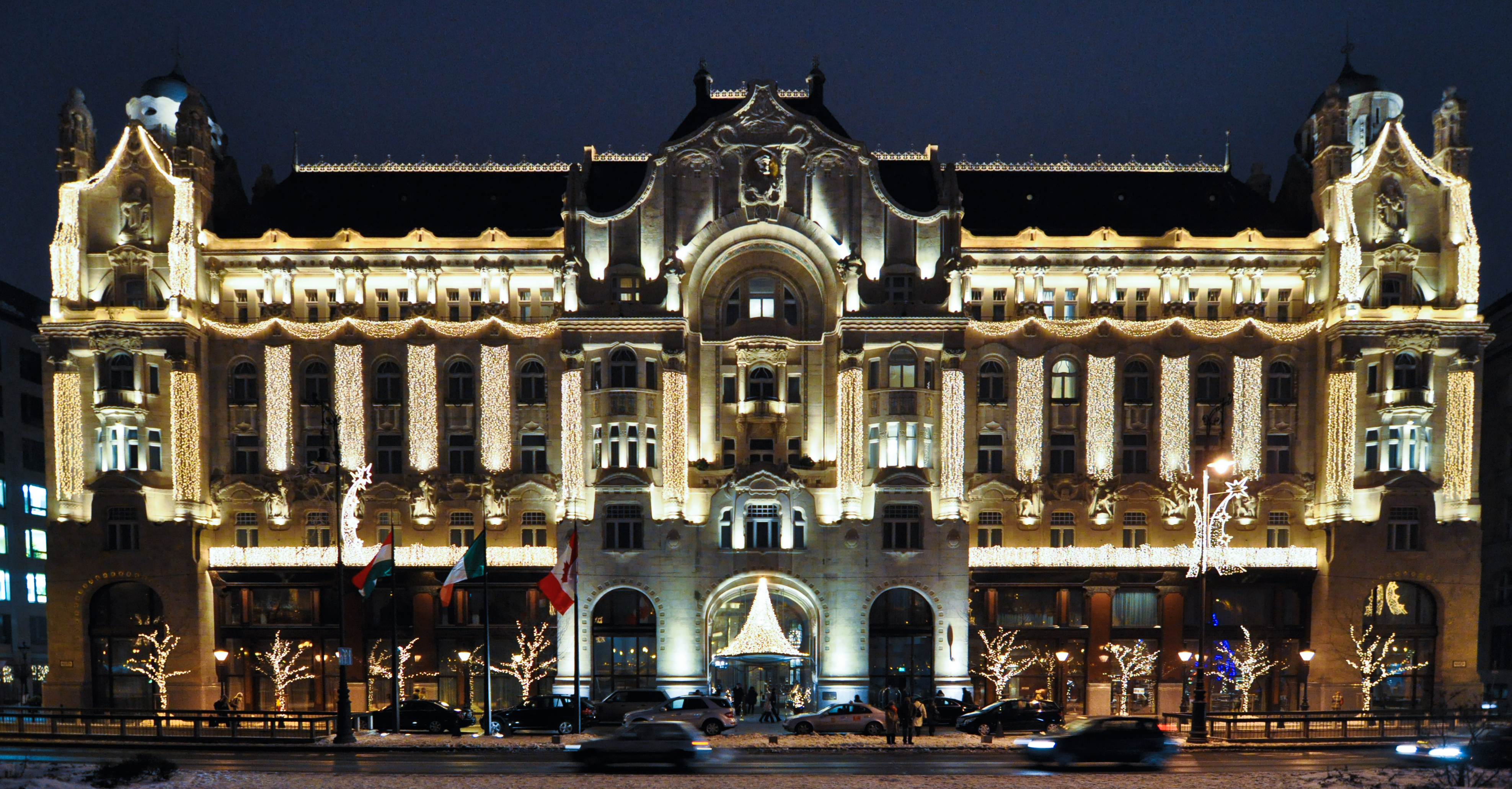
Palacio Gresham.

En 1987 «Budapest, con las riberas del Danubio, el barrio del castillo de Buda y la avenida Andrássy» fue declarada Patrimonio de la Humanidad por la Unesco.
El Parlamento de Hungría, de estilo neogótico, contiene, entre otras cosas, las joyas de la corona húngara. La Basílica de San Esteban, donde se exhibe la Mano Derecha del Santo fundador de Hungría, el rey San Esteban. La cocina húngara y la cultura café pueden degustarse, por ejemplo, en el Café Gerbeaud, y los restaurantes Százéves, Biarritz, Fortuna, Alabárdos, Arany Szarvas, Kárpátia y el famoso Mátyás Pince. Hay restos romanos en el Museo Aquincum y mobiliario histórico en el Museo Nagytétény, que son solo dos de los 223 museos de Budapest.
La colina del castillo y el distrito del castillo albergan tres iglesias, seis museos y una serie de interesantes edificios, calles y plazas. El antiguo Palacio Real es uno de los símbolos de Hungría y ha sido escenario de batallas y guerras desde el XIII. Hoy en día alberga dos museos y la Biblioteca Nacional Széchenyi. El cercano Palacio Sándor alberga las oficinas y la residencia oficial del Presidente de Hungría. La iglesia de San Matías, de siete siglos de antigüedad, es una de las joyas de Budapest. A su lado está una estatua ecuestre del primer rey de Hungría, el rey San Esteban, y tras ésta el Bastión de los Pescadores, desde donde se abre una vista panorámica de toda la ciudad. Las estatuas del turul, el pájaro guardián mítico de Hungría, se pueden encontrar tanto en el barrio del Castillo como en el Distrito XII.

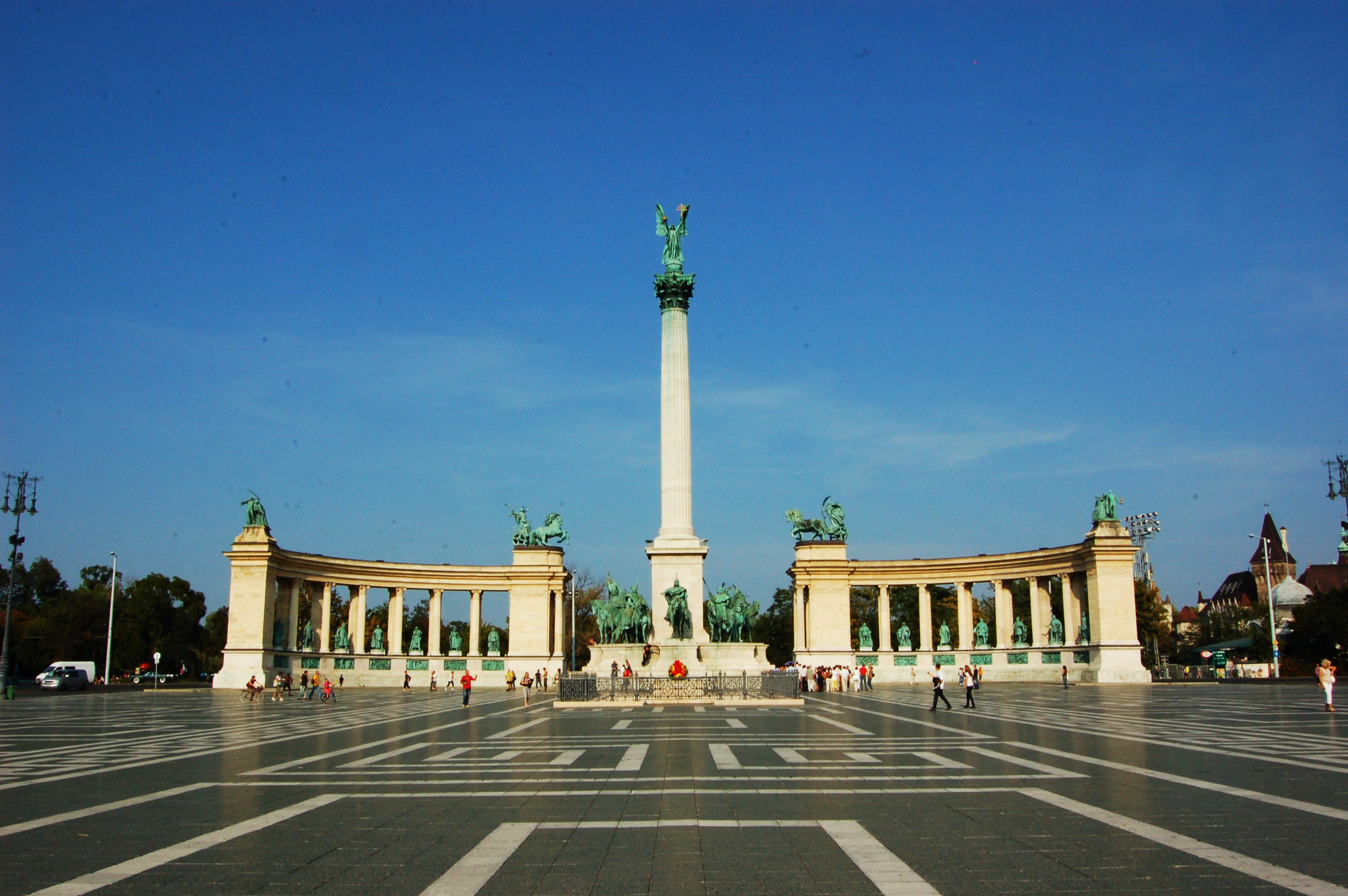
Plaza de los Héroes.

En Pest, sin duda el espectáculo más importante es Andrássy út, mientras que las calles Kodály Körönd y Oktogon están llenas de tiendas y grandes pisos construidos muy juntos. Desde allí hasta la plaza de los Héroes las casas se separan por completo y son más amplias. En el marco del conjunto se encuentra el ferrocarril metropolitano más antiguo de Europa continental, la mayoría de cuyas estaciones conservan su aspecto original. La plaza de los Héroes está dominada por el Monumento del Milenio, con la Tumba del Soldado Desconocido en el frente. A los lados se encuentran el Museo de Bellas Artes y la Galería de arte contemporánea de Budapest, y detrás se abre el parque de la Ciudad, con el castillo de Vajdahunyad. Una de las joyas de Andrássy út es la Ópera Nacional de Hungría. Memento Park, un parque temático con estatuas notables de la era comunista, está situado a las afueras del centro de la ciudad y es accesible por transporte público.
En la ciudad se encuentra la sinagoga más grande de Europa (la Sinagoga de la Calle Dohány) y la segunda más grande del mundo. Está localizada en el barrio judío ocupando varias cuadras en el centro de Budapest bordeada por Király utca, Wesselényi utca, el Gran Bulevar y la carretera Bajcsy Zsilinszky. La ciudad también se enorgullece de tener el mayor baño de aguas medicinales de Europa (Baños Széchenyi) y el tercer edificio del Parlamento más grande del mundo.[cita requerida] La tercera iglesia más grande de Europa (la Basílica de Esztergom) y el segundo mayor castillo barroco del mundo (Gödöllő) se encuentran en las proximidades.
En el paisaje urbano de Budapest puede distinguirse la Estatua de la Libertad, que tiene 14 metros de altura y descansa sobre un pedestal de 26 metros en la colina Gellért. La estatua fue construida en bronce durante la ocupación soviética de Hungría.

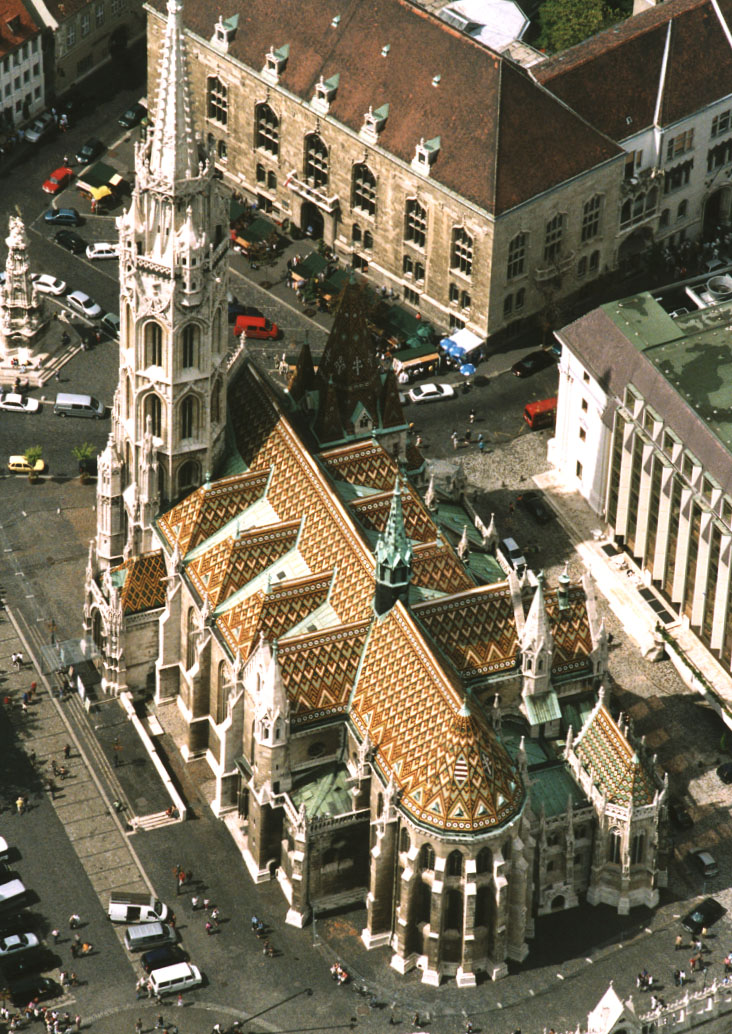
Iglesia de Matías
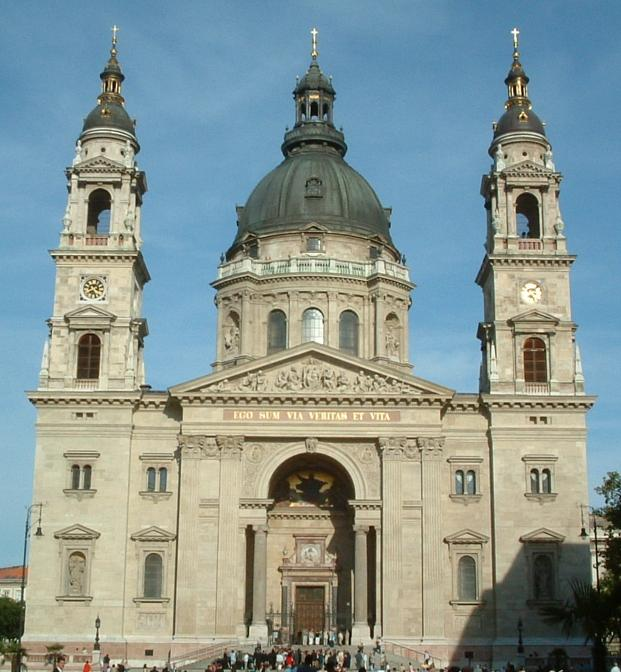
Basílica de San Esteban
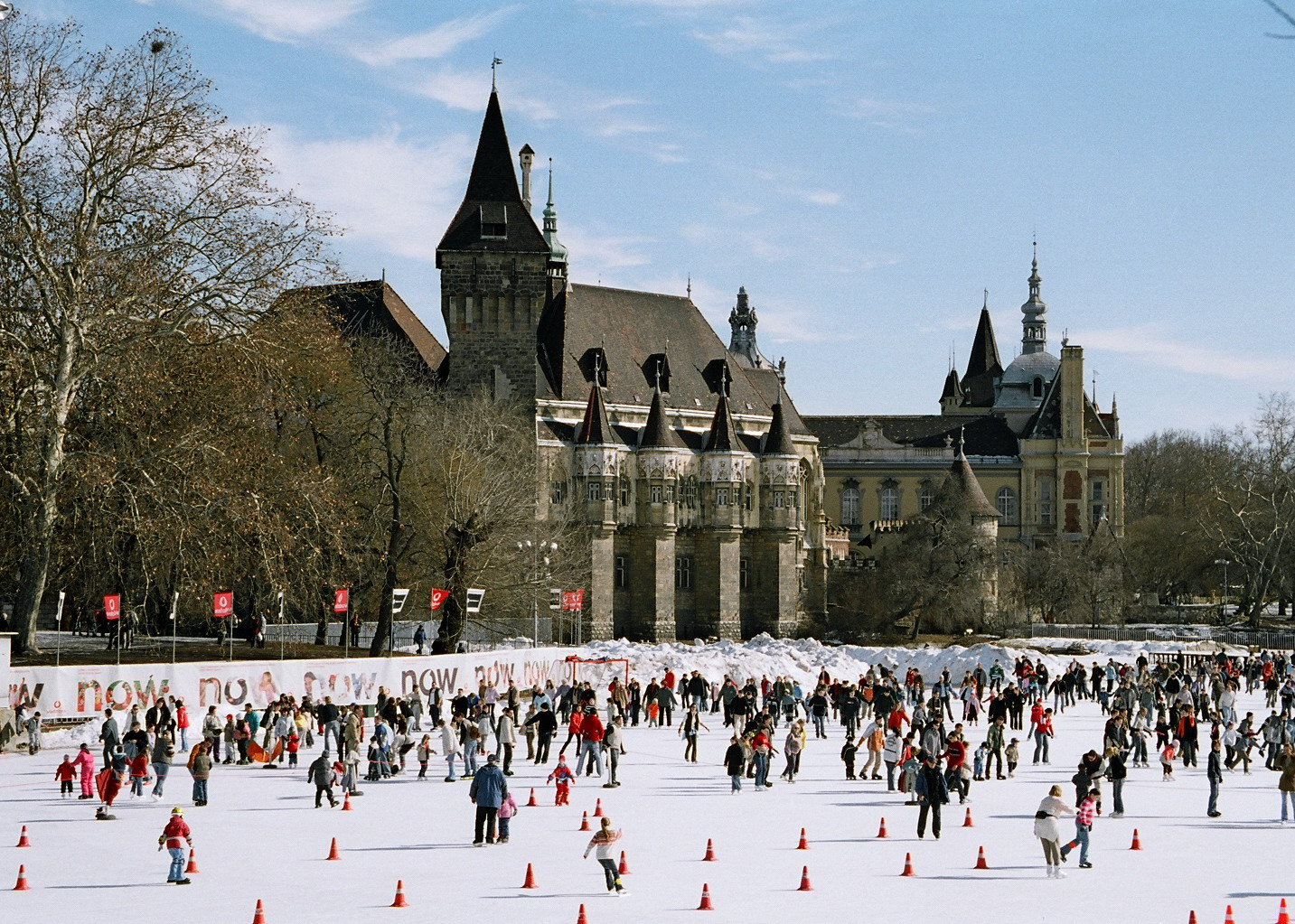
Castillo de Vajdahunyad
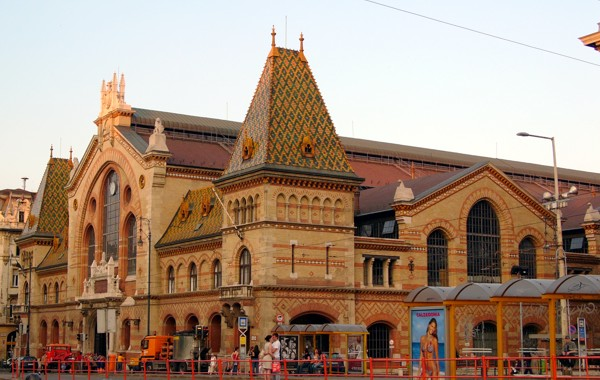
Mercado Central de Budapest
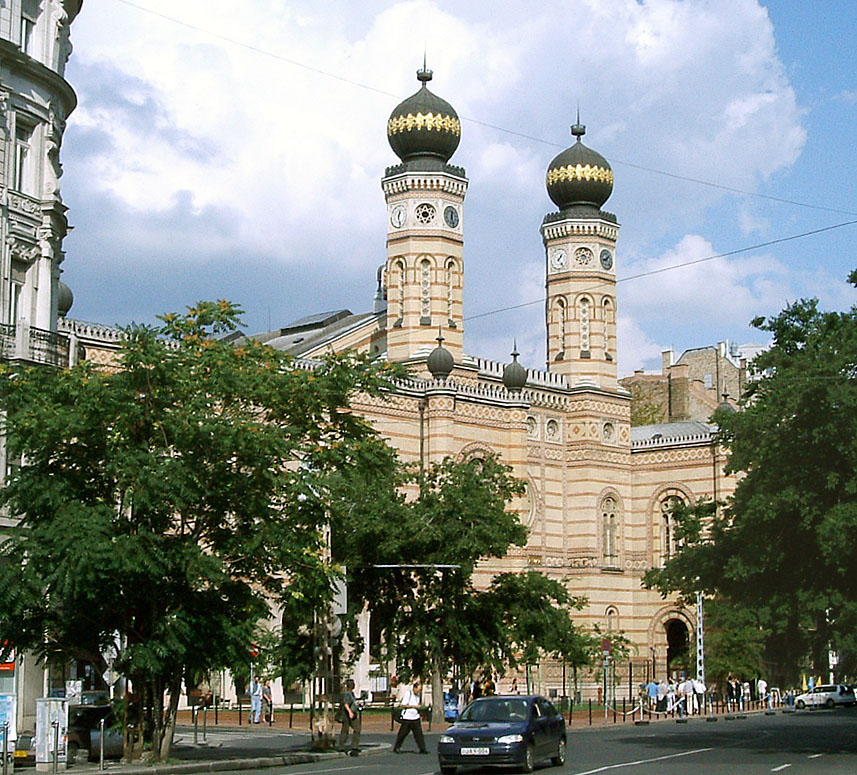
Sinagoga de la Calle Dohány
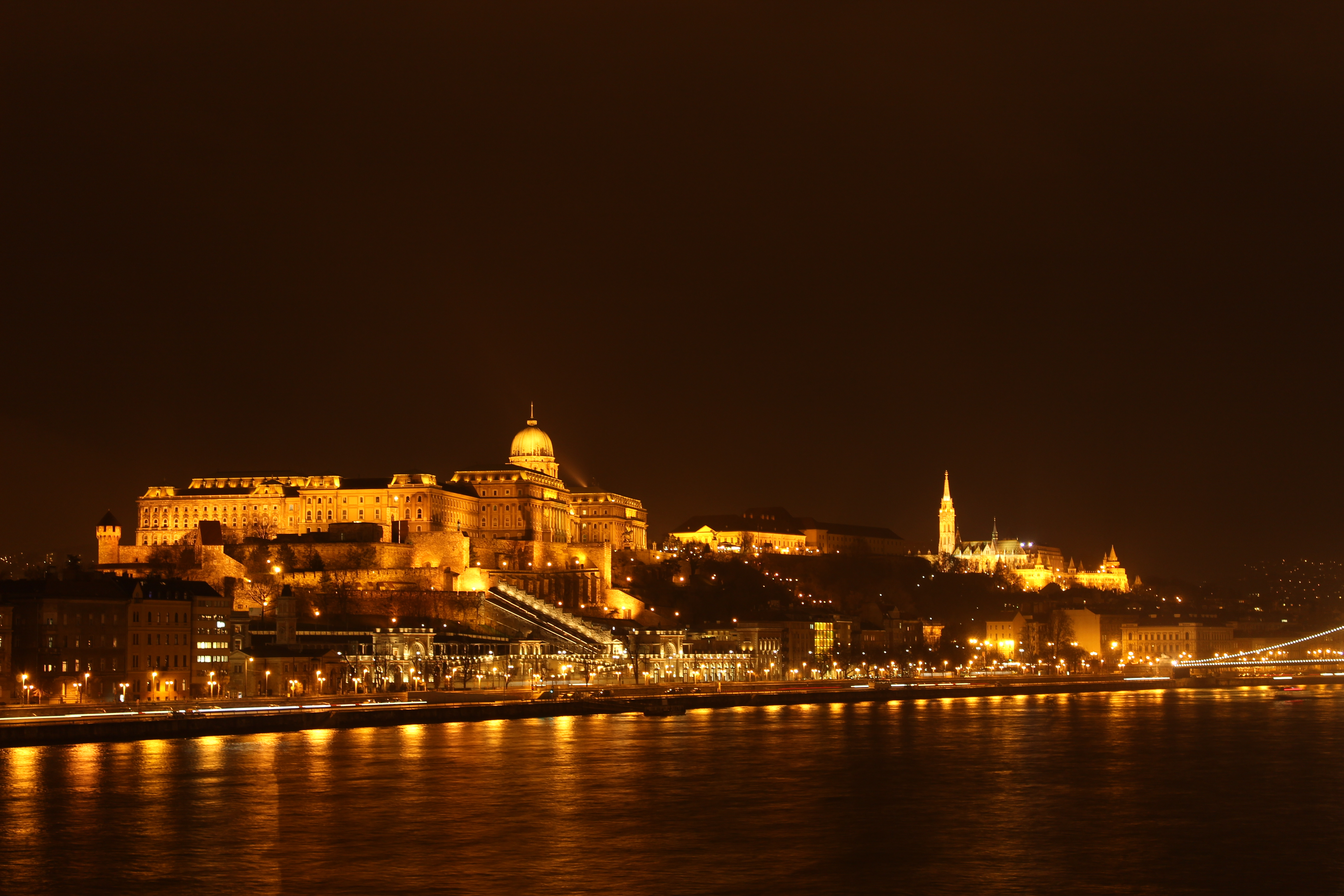
Vista del Castillo de Buda de noche desde el río Danubio.

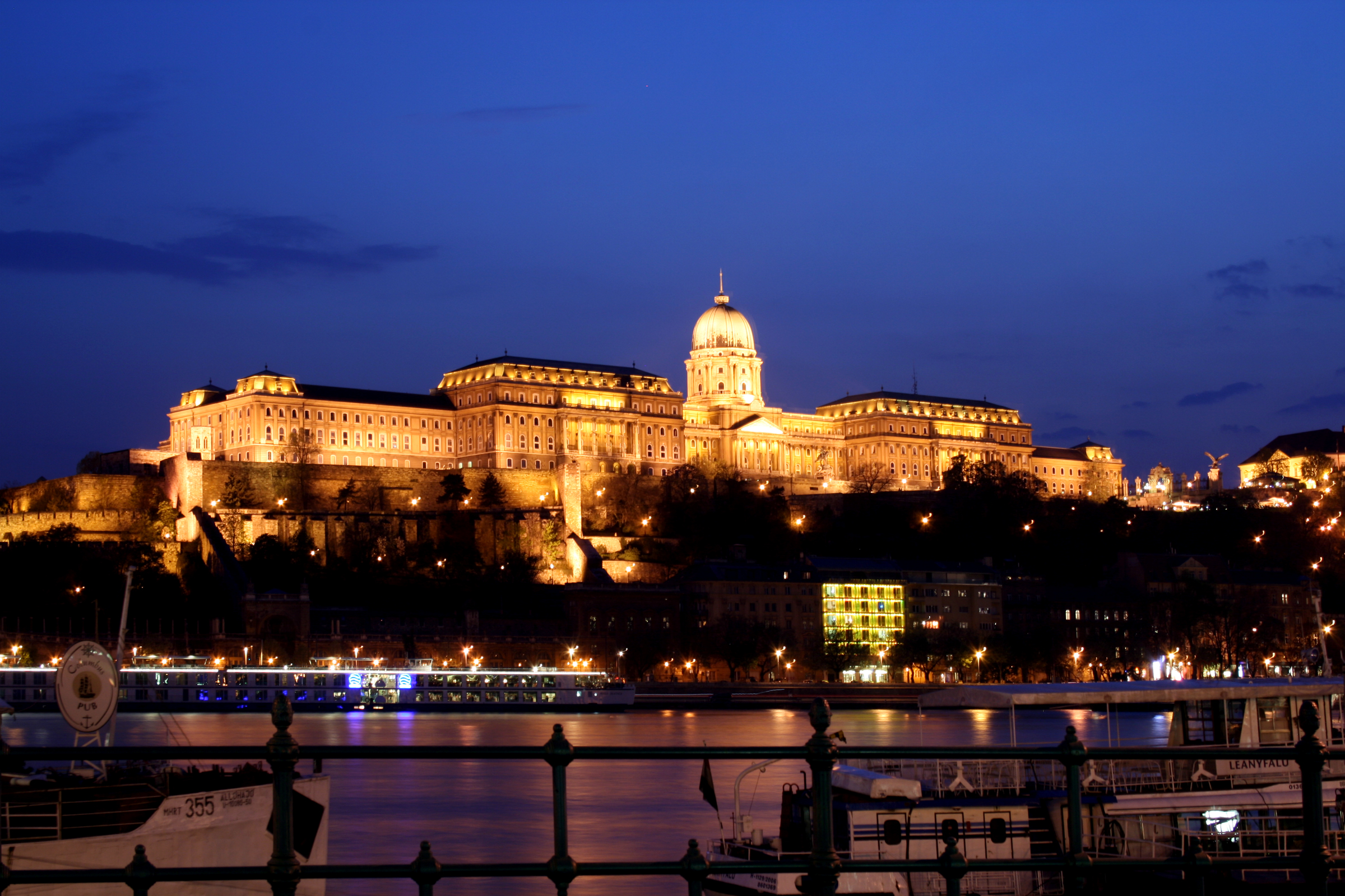
Castillo de Buda
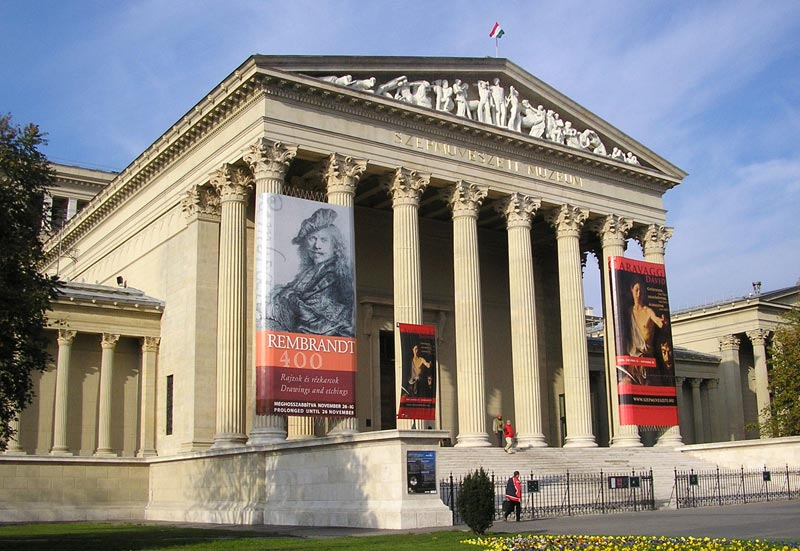
Museo de Bellas Artes
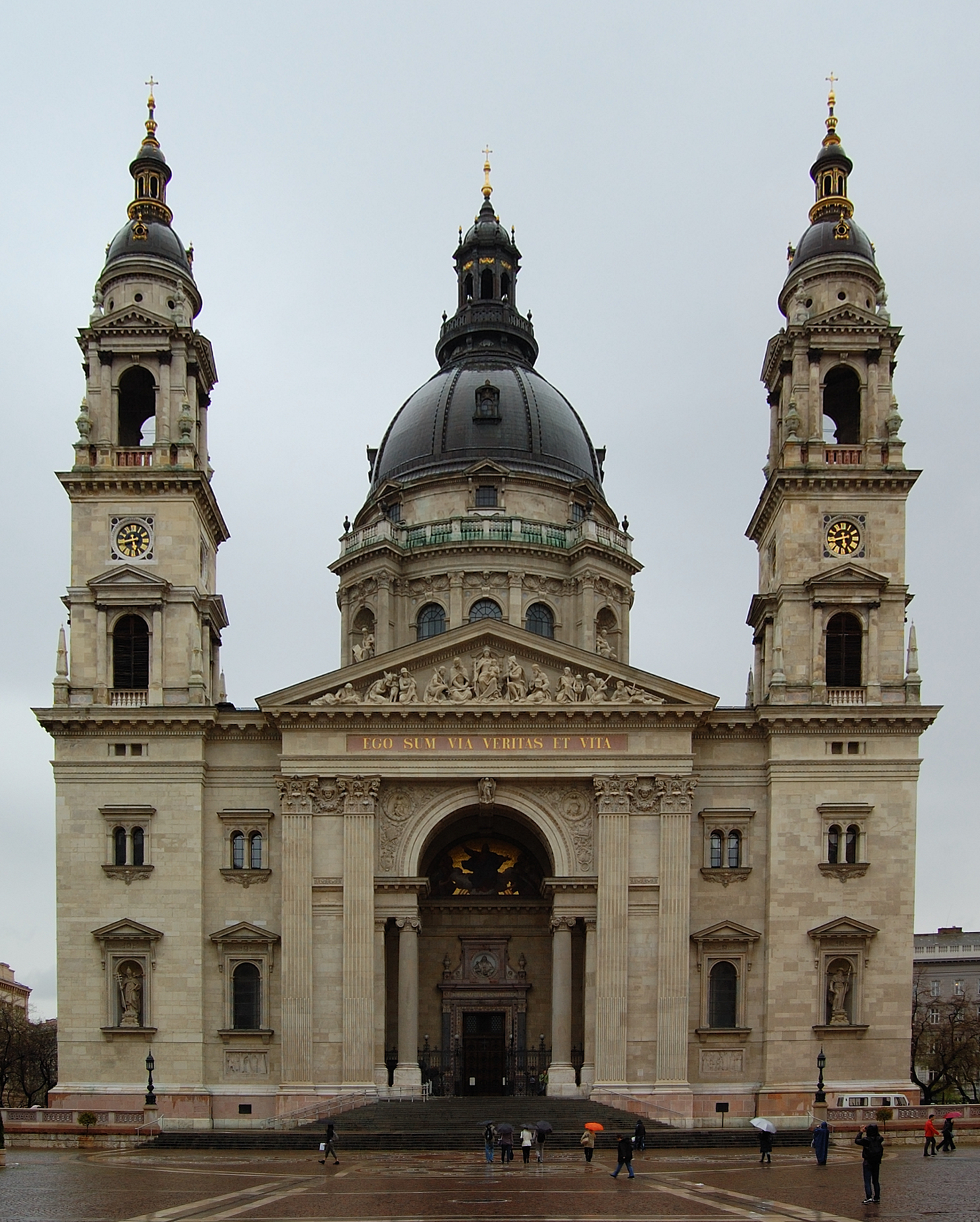
Basílica de San Esteban
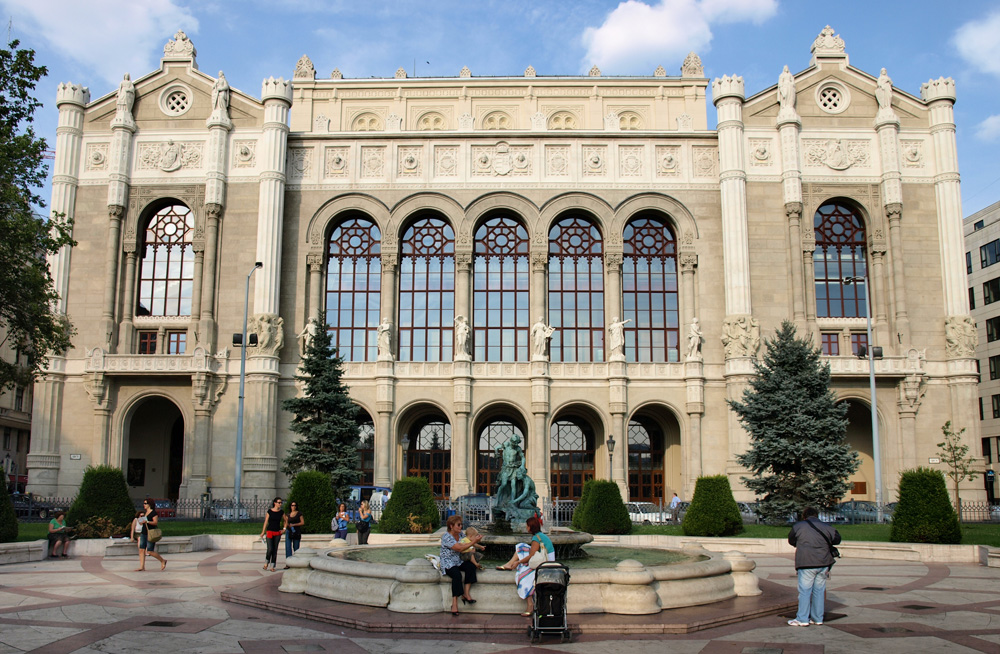
Pesti Vigadó
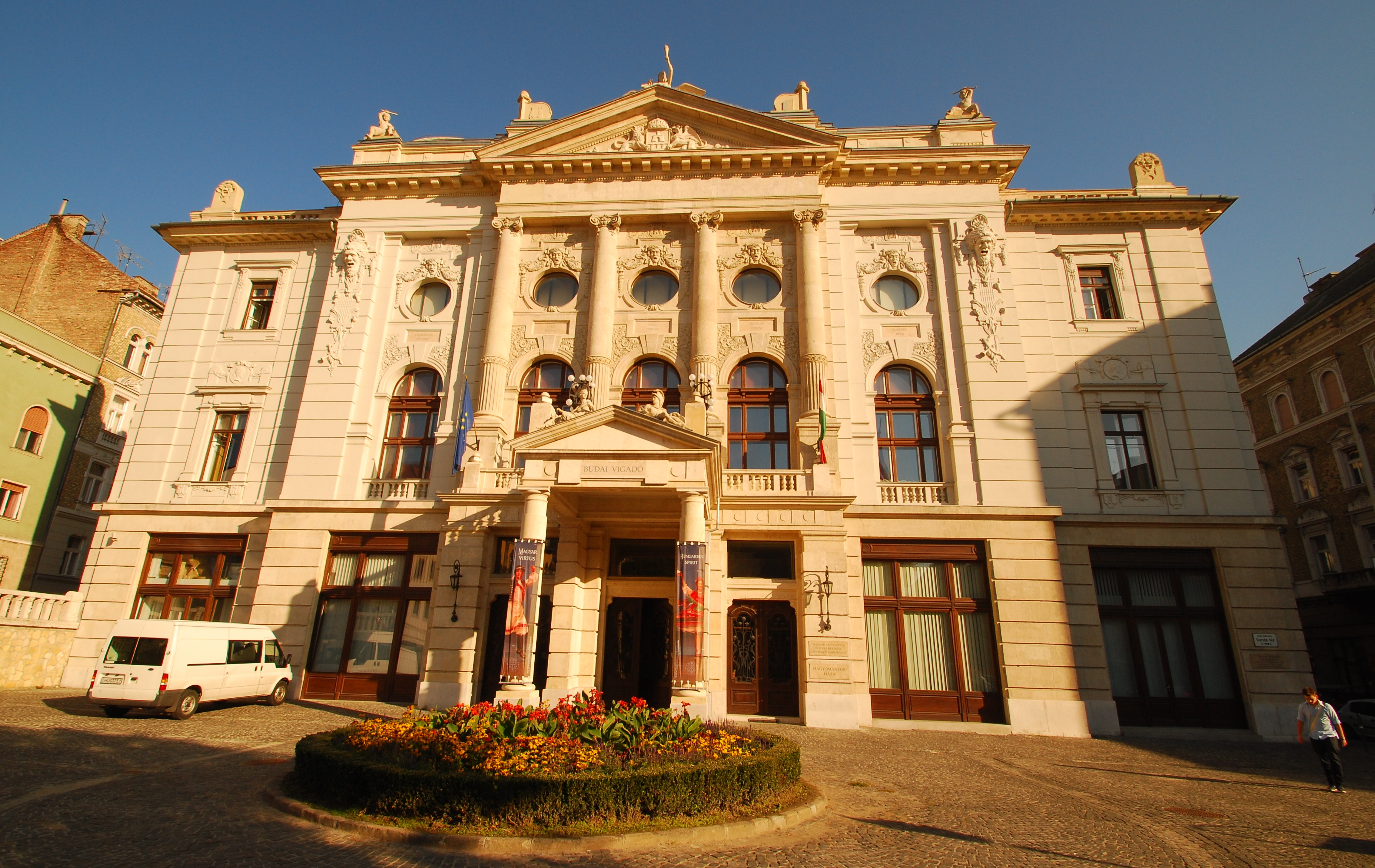
Budai Vigadó
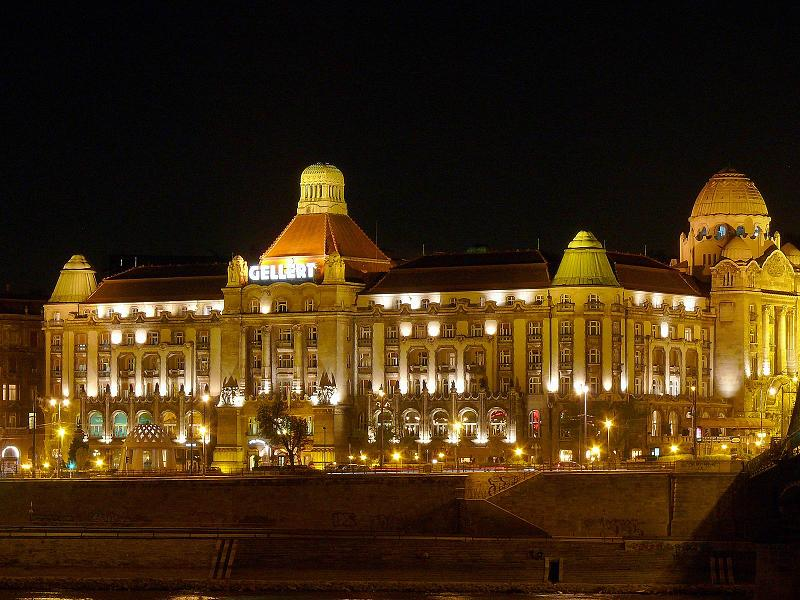
Hotel Gellért
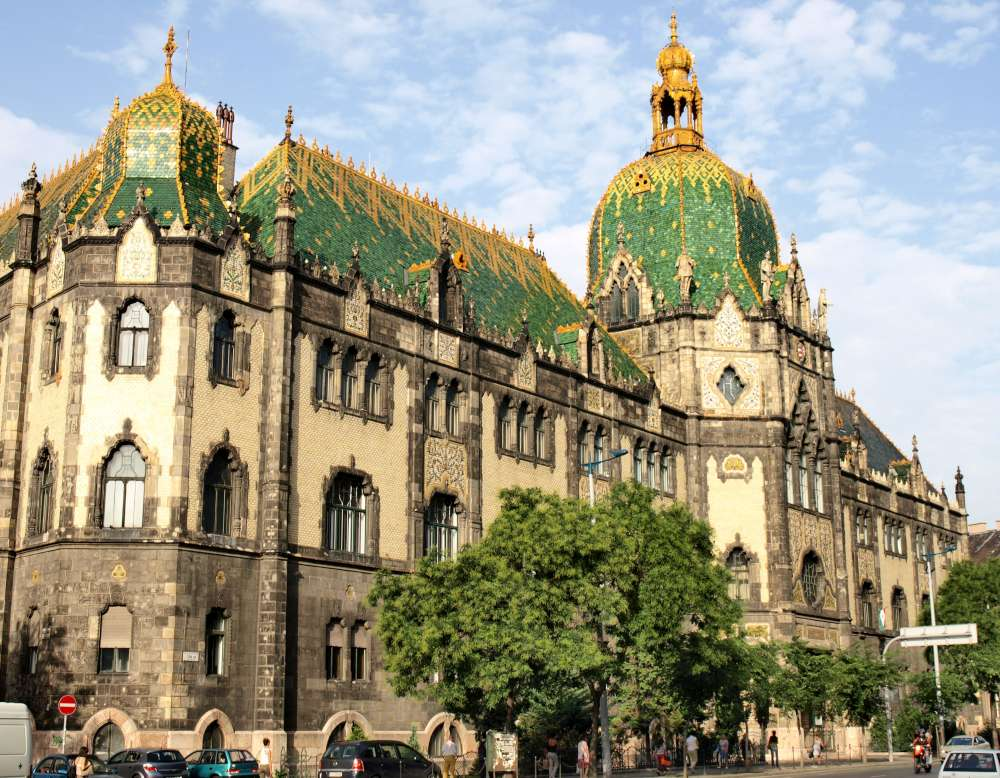
Museo de Artes Aplicadas
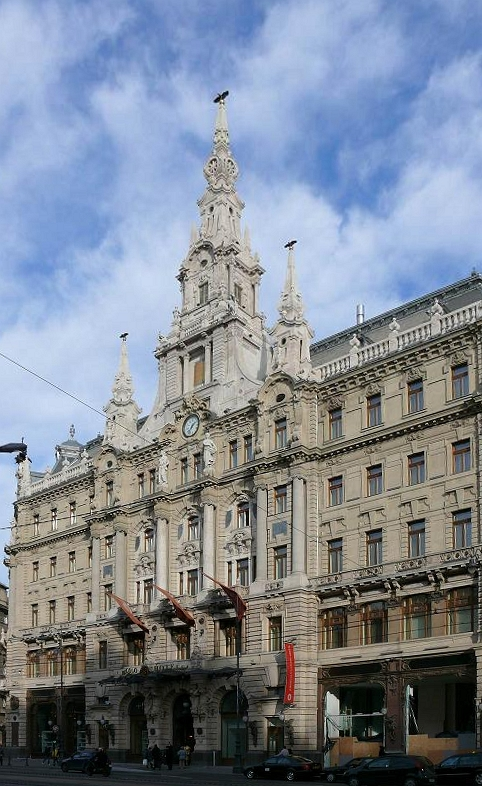
Hotel Boscolo
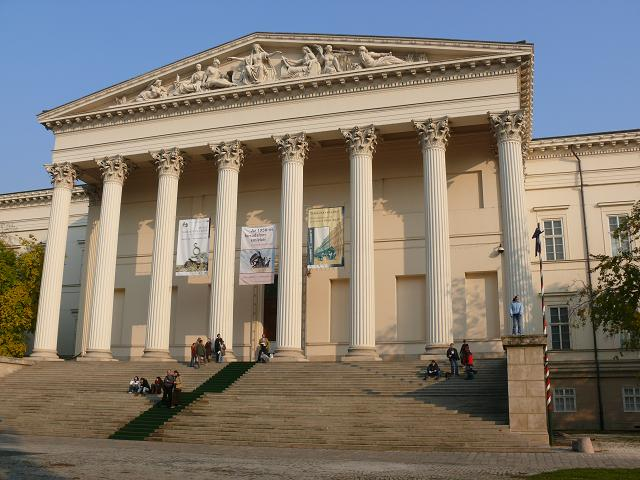
Museo Nacional Húngaro
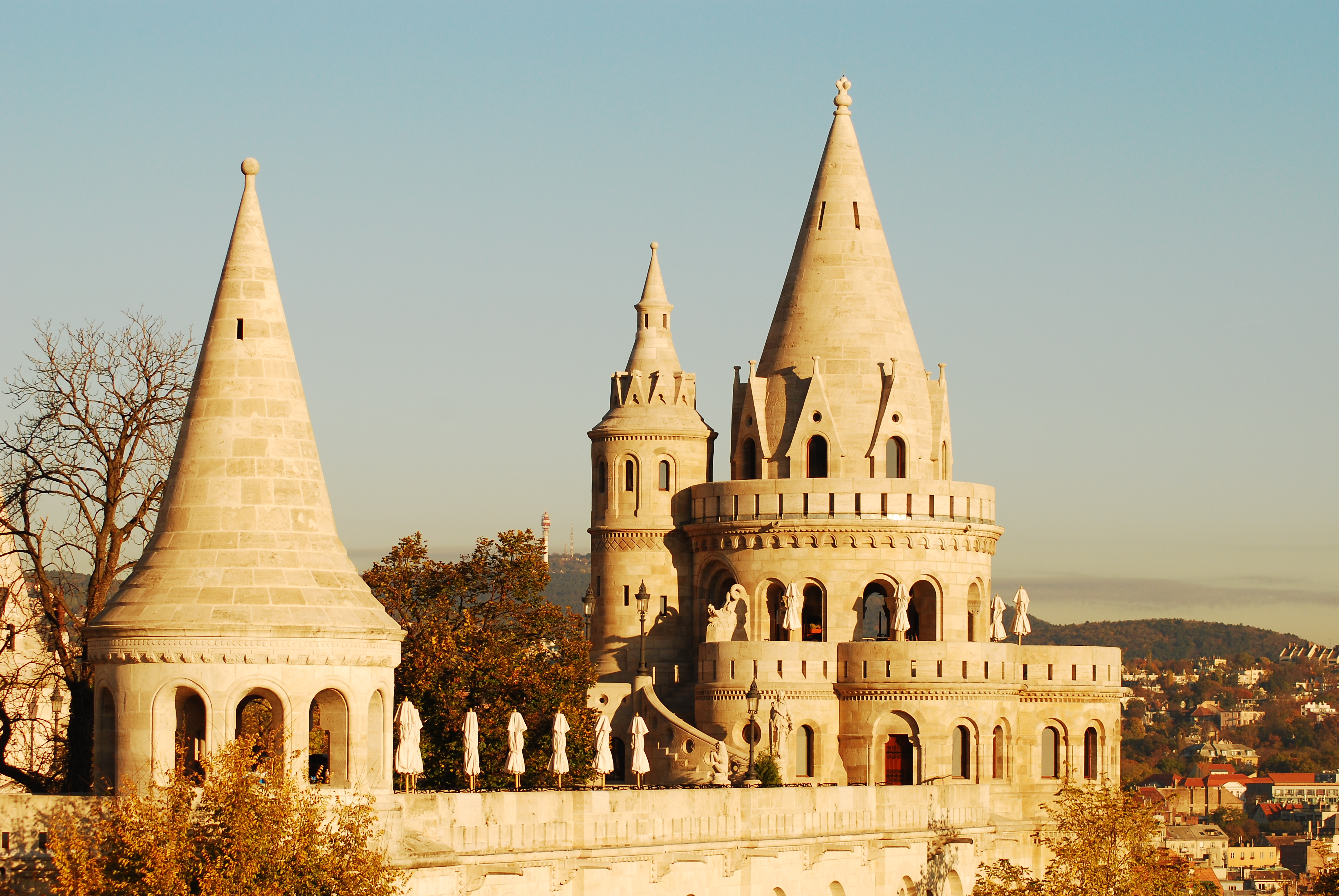
Bastión de los Pescadores
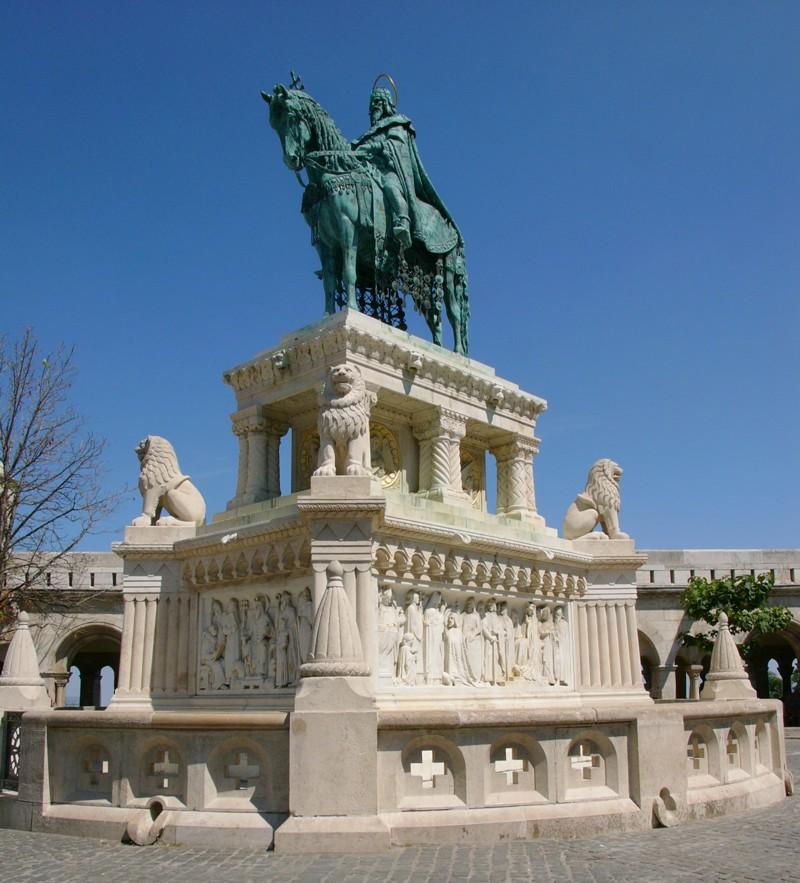
Estatua de San Esteban
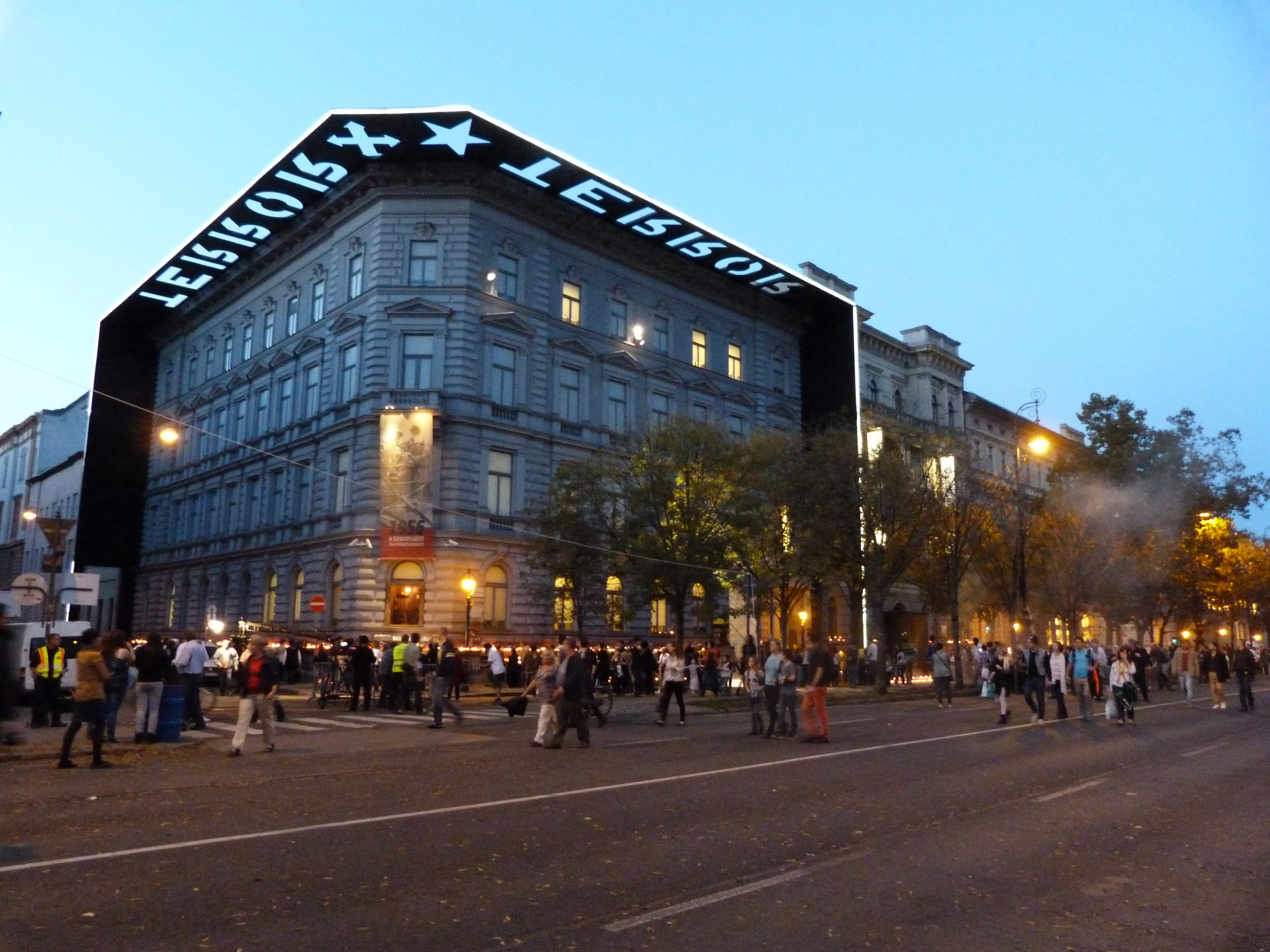
Casa del Terror
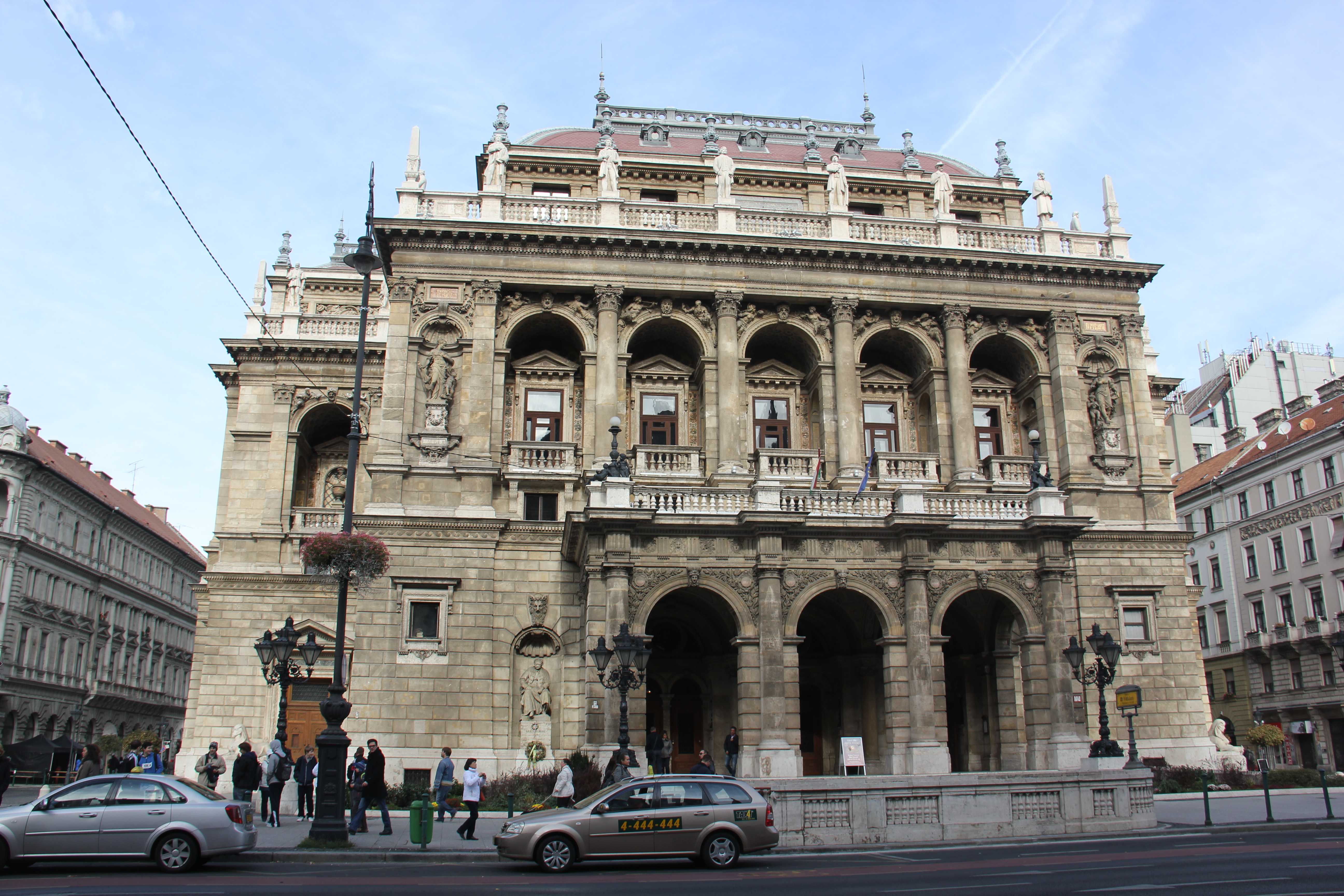
Ópera Nacional de Hungría
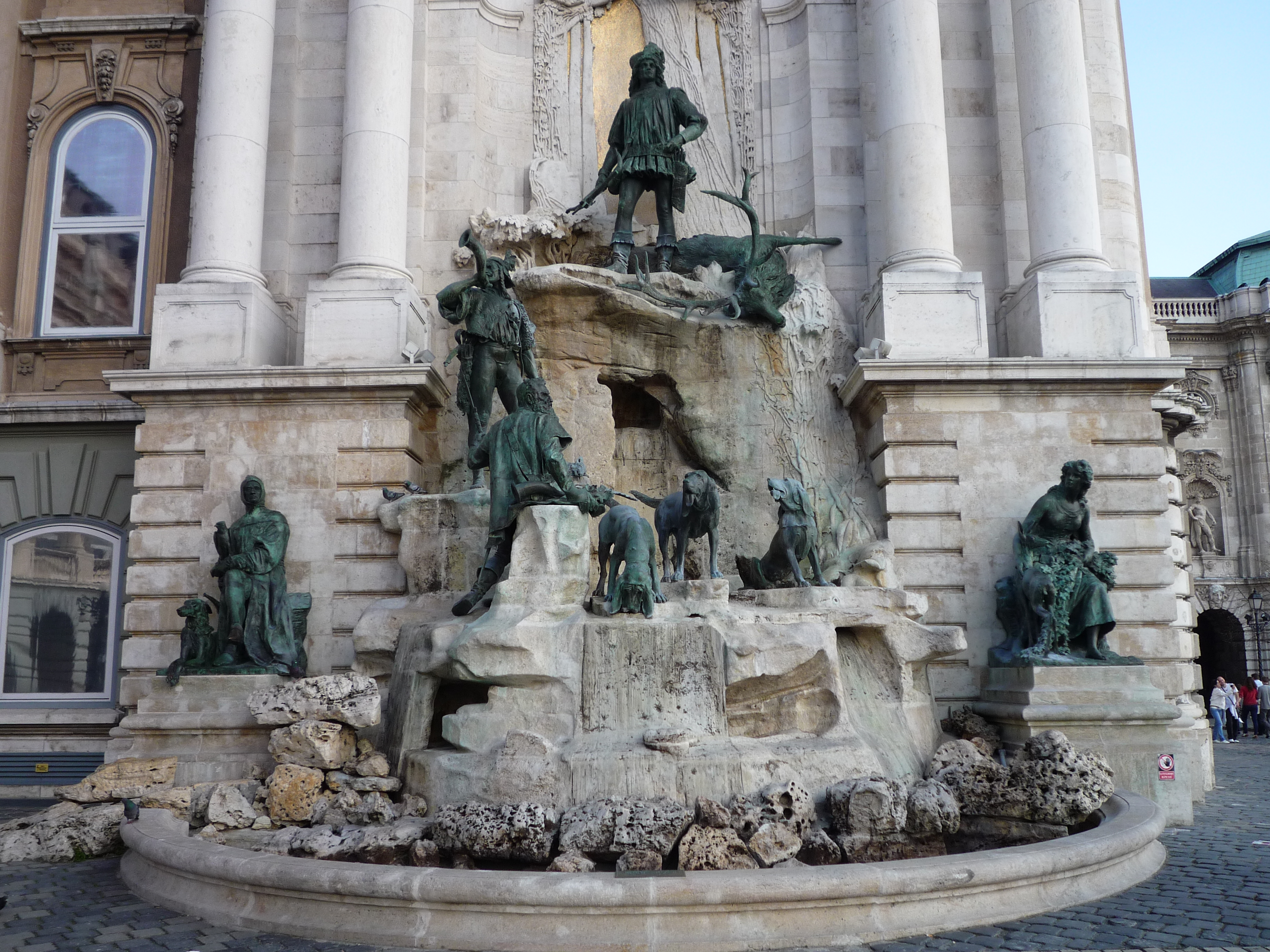
Castillo de Buda
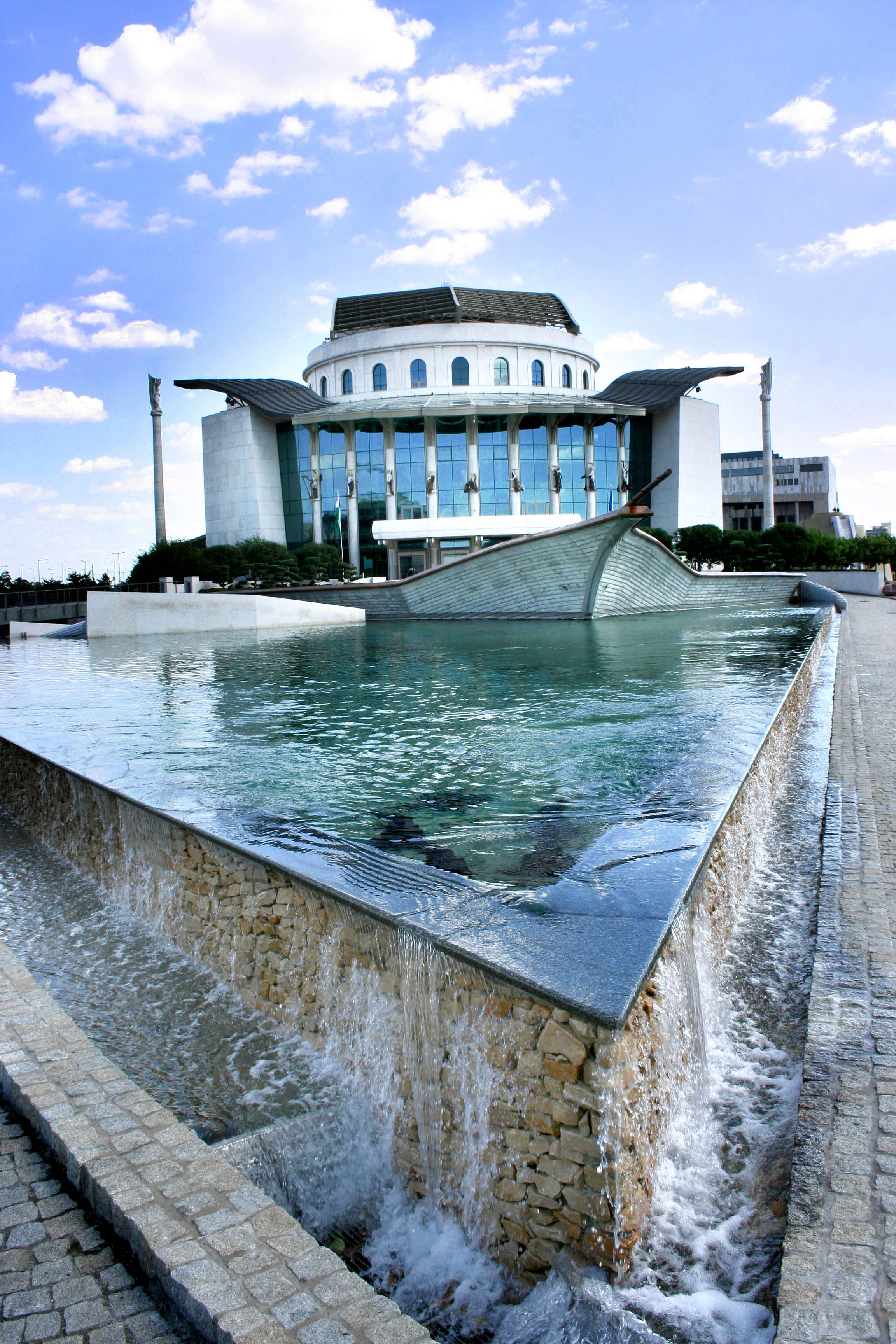
Teatro nacional
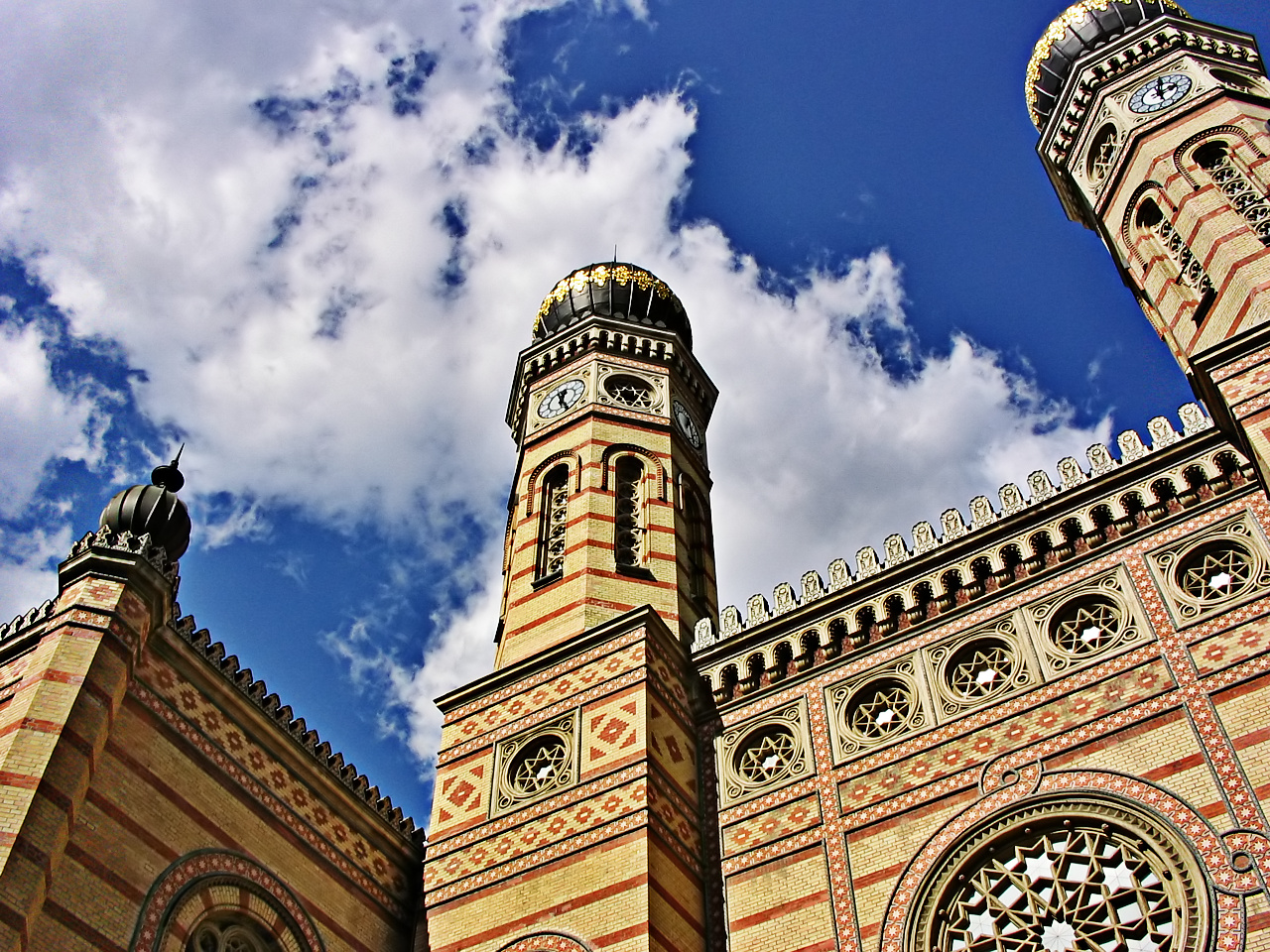
Gran Sinagoga
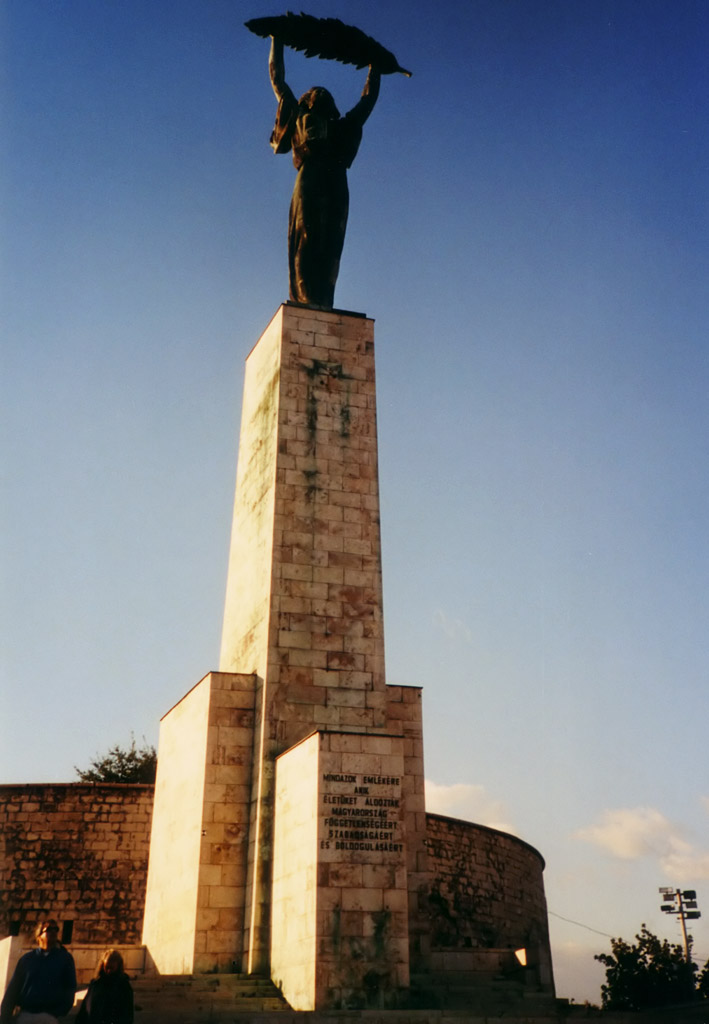
Estatua de la Libertad
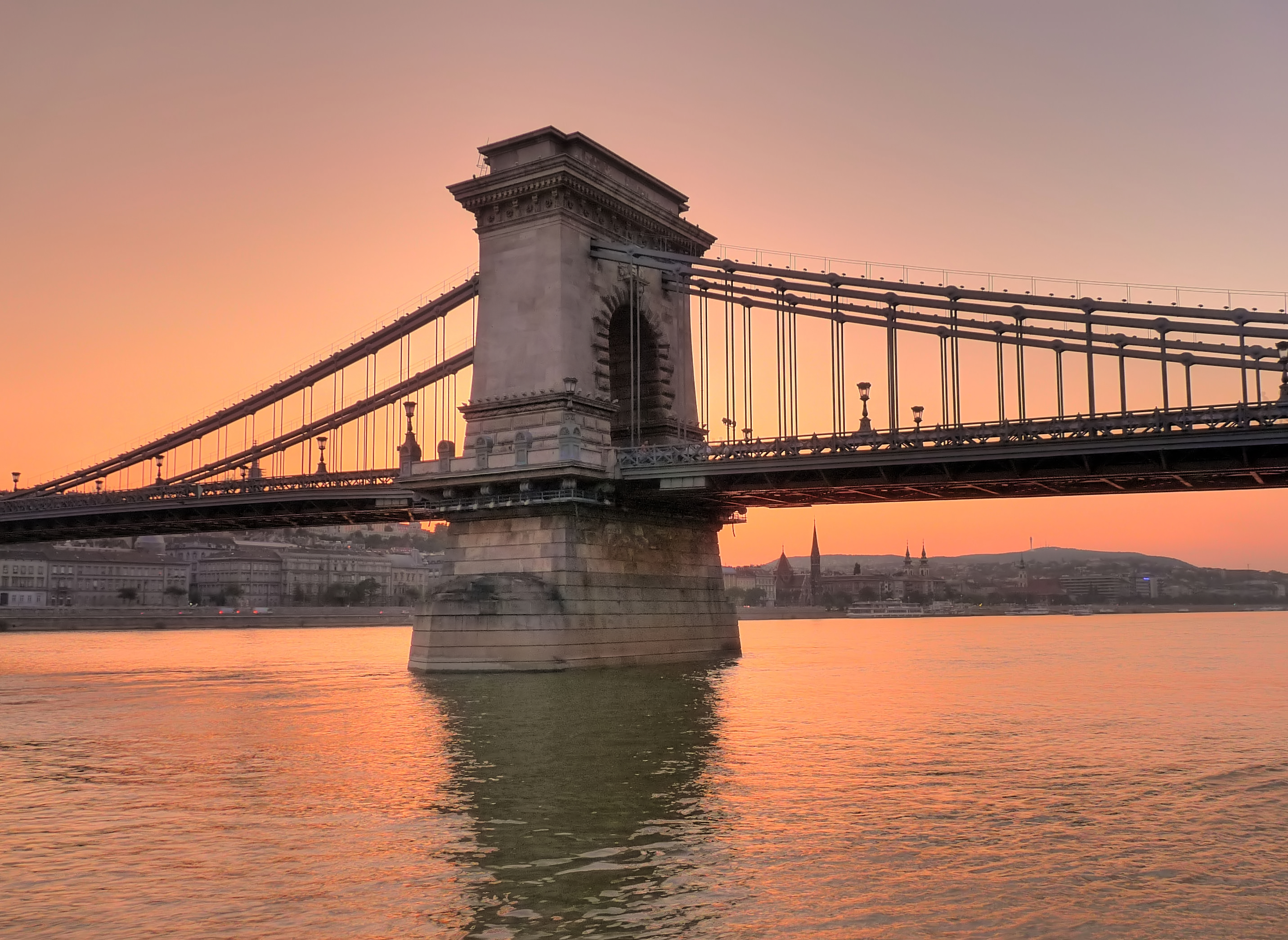
Puente de las Cadenas

## Cultura

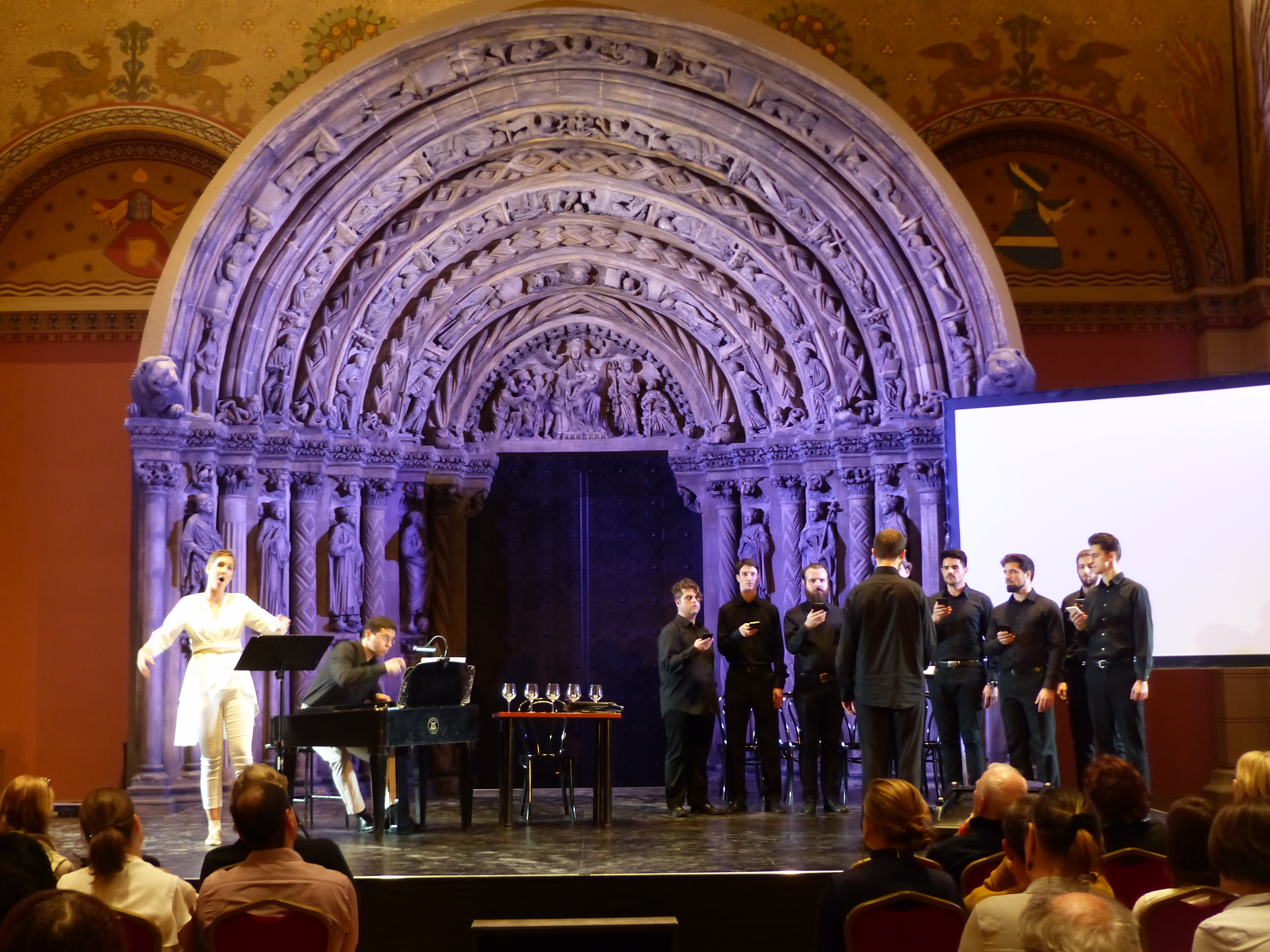
Actuación en el Museo de Bellas Artes.

La tradición de la danza de la cuenca de los Cárpatos es el área única de la cultura de la danza europea, que es también una especie de transición entre los Balcanes y las regiones de Europa Occidental. En Budapest existen varios conjuntos de auténtica danza folclórica húngara, algunos de ellos profesionales. Budapest es una de las pocas ciudades del mundo donde hay una escuela secundaria para el aprendizaje de la danza folclórica.
En Budapest, actualmente hay 837 monumentos diferentes, que representan la mayor parte del estilo artístico europeo. Son prominentes los clásicos y únicos edificios de estilo Art Nouveau húngaros.
Los 223 museos y galerías de la ciudad presentan no solo exposiciones y arte húngaro, sino también arte y ciencia de la cultura universal y europea. Entre los más importantes que se encuentran en la ciudad destacan el Museo Nacional de Hungría, la Galería Nacional Húngara, el Museo de Bellas Artes, el Museo Histórico de Budapest, el parque Memento y el Museo de Artes Aplicadas.
En Budapest hay cuarenta teatros, siete salas de conciertos y un teatro de la ópera. También se celebran a menudo en edificios históricos festivales al aire libre, conciertos y conferencias que enriquecen la oferta cultural del verano. Las instituciones más prestigiosas de teatro son la Opereta y Teatro Musical de Budapest, el Teatro József Attila, el Teatro Katona József, el Teatro Madách, la Ópera Nacional de Hungría, el Teatro Nacional, el Vigadó, el Teatro Radnóti Miklós y el Teatro de la Comedia.

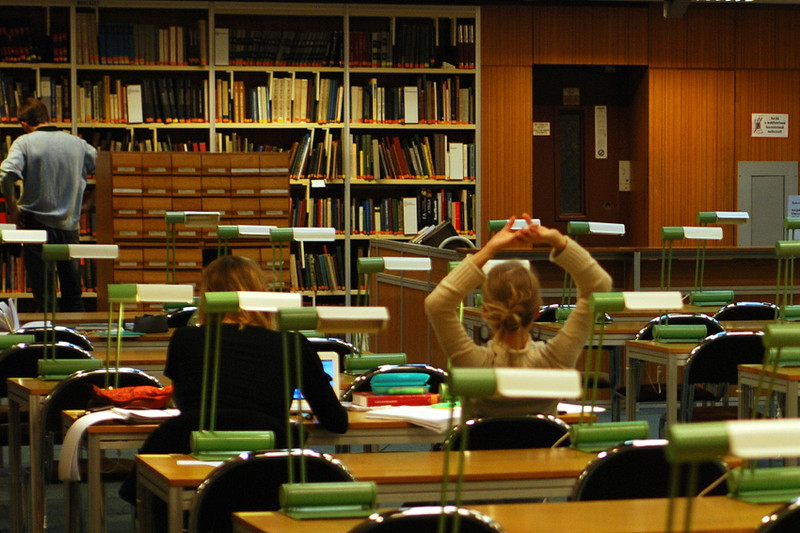
Sala de lectura en la Biblioteca Nacional Széchenyi.

Muchas bibliotecas tienen colecciones únicas en Budapest, como la Biblioteca Nacional Széchenyi, que mantiene las reliquias históricas de la época antes de la impresión de los libros. La Biblioteca metropolitana Ervin Szabó juega un papel importante en la educación general de la población de la capital. Otras bibliotecas importantes son la Biblioteca de la Academia de Ciencias de Hungría, la Biblioteca de la Universidad Eötvös Loránd, la Biblioteca del Parlamento y de la Biblioteca Nacional de Literatura Extranjera.

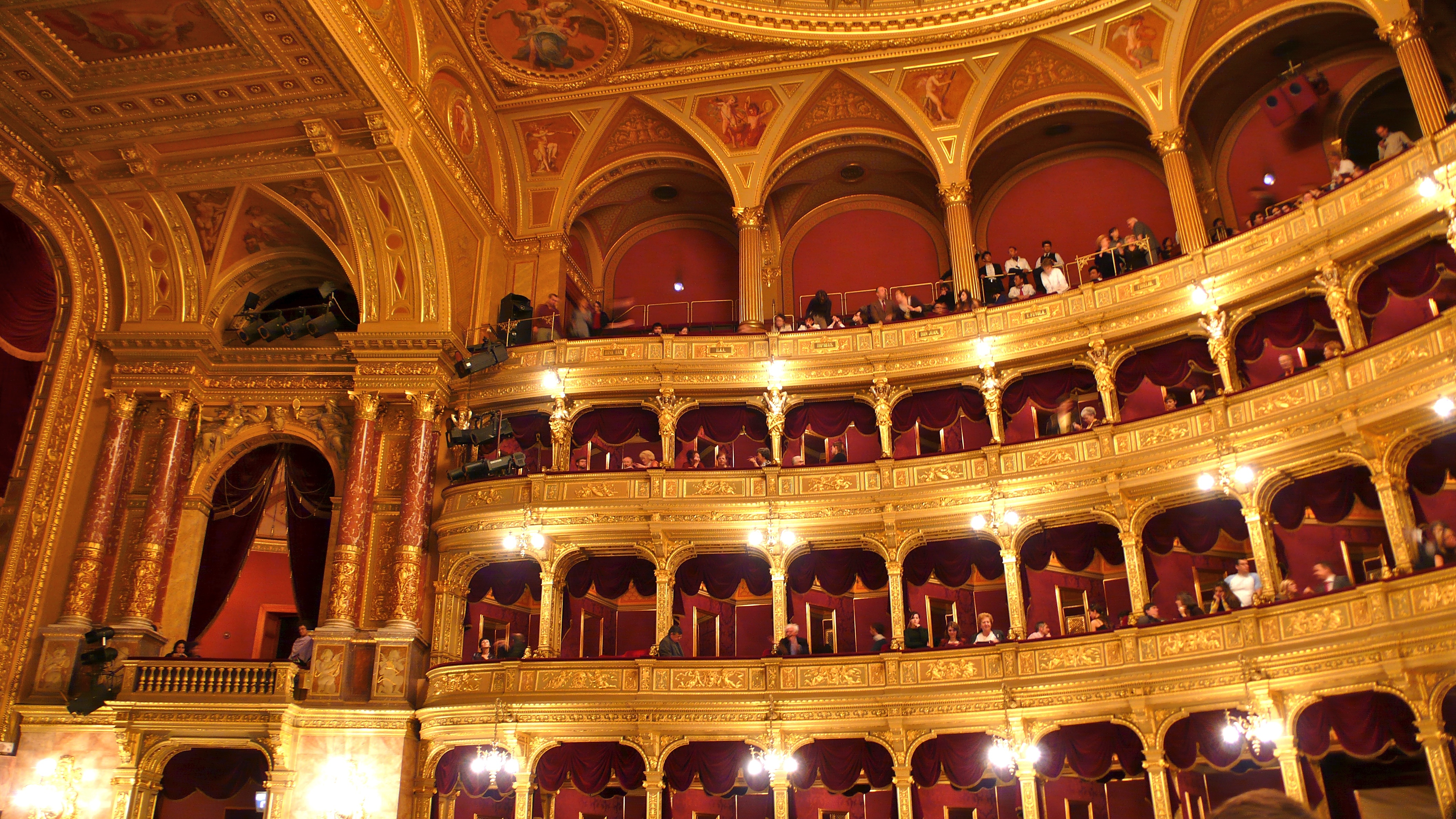
Ópera Nacional de Hungría.

Entre los eventos culturales de Hungría, el mayor festival al aire libre es el Festival de Sziget, que es muy popular en toda Europa. Otros que también son importantes y se celebran en la ciudad son el Festival de la Primavera de Budapest, el Festival de Otoño de Budapest, la Fiesta del Vino de Budapest y el Festival de Budapest de Pálinka.
Los turistas que visitan Budapest disponen de mapas gratuitos e información acerca de los diversos "puntos de interés" por la empresa municipal BTDM en sus puntos de información. Está disponible para los visitantes las tarjeta de 24 y 72 horas de Budapest. Para el transporte, la validez de la tarjeta es gratuita y hay descuentos en varios museos, restaurantes y otros lugares de interés. La ciudad también es conocida por sus bares en antiguas ruinas.

### Baños termales

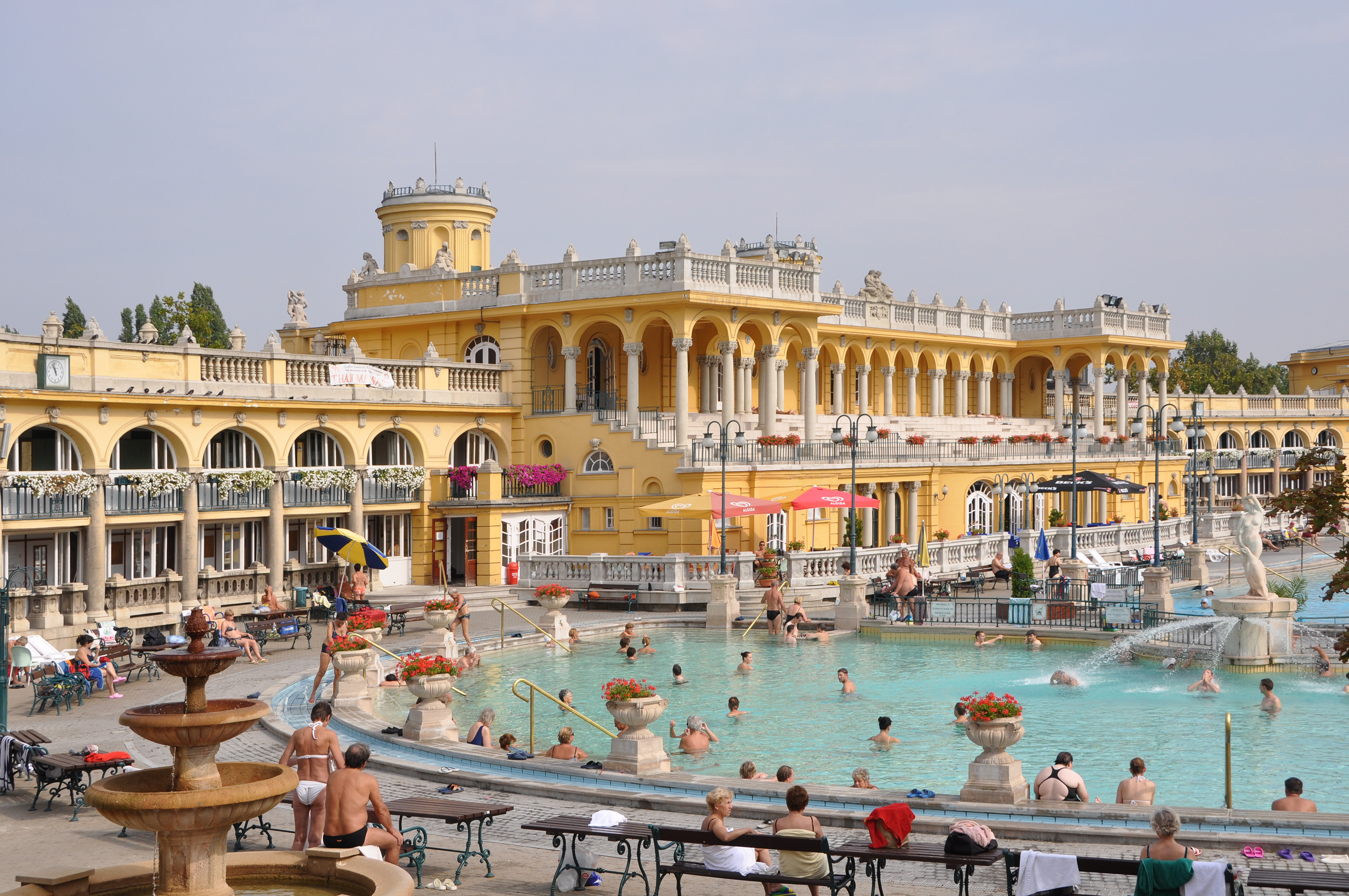
Baños termales Széchenyi.

En 1934, Budapest recibió el título de «Ciudad de Balnearios» por ser la capital que dispone de más pozos de aguas medicinales y termales del mundo; es conocida por algunos como «La capital mundial de las aguas medicinales».
Su red es única: el rendimiento de las aguas termales, con temperaturas de 21 a 78 grados centígrados, que brotan de 118 fuentes naturales y de pozos artificiales, supera los 70 millones de litros diarios. En Budapest se encuentran conocidos balnearios públicos: Gellért, Széchenyi, el balneario europeo más grande, Lukács, Rudas, Király y Rác. Las aguas medicinales sirven para tratar enfermedades de los órganos locomotrices, de la circulación sanguínea y de la ginecología.
En los alrededores de estos baños termales existen pozos y salas para beber agua medicinal con alto contenido de distintos tipos minerales. La más conocida de estas salas de ingesta sirve de entrada al baño termal Lukács, que fue inaugurado en 1937, orientándose sus aguas medicinales a la curación de problemas digestivos. El edificio del baño termal fue construido en 1894. Sus efectos benéficos medicinales pronto fueron conocidos en el resto de Europa, convirtiéndose en uno de los lugares más notables de esta saludable especialidad.
También son famosos los baños termales de la época turca que funcionan hoy en día, como por ejemplo el Király, construido a finales de los años 1500, y el baño Rác. El baño Rudas —con su sala octogonal de columnas y cúpula— es el baño turco más antiguo y mejor ornamentado.

## Islas
En el Danubio se pueden encontrar siete islas: Astillero, isla Margarita, isla de Csepel, Palotai-Sziget (actualmente una península), Népsziget, Haros-Sziget, y Sziget Molnár.

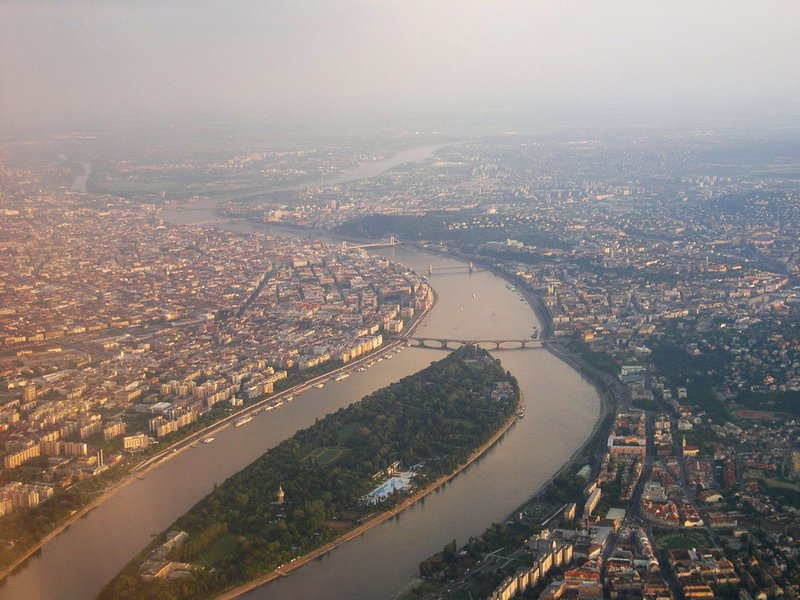
Vista aérea de la isla Margarita.

La isla Margarita de 2,5 km (1,6 millas) de largo y 0,965 kilómetros cuadrados (238 acres) de superficie. Se compone principalmente de un parque y es una popular zona de recreo para los turistas y lugareños por igual. La isla se encuentra entre el Puente Margarita (sur) y el puente Árpád (norte). En la isla se pueden encontrar discotecas, piscinas, un parque acuático, pistas para correr, de ciclismo, de atletismo y gimnasios. Durante el día la isla está ocupada por la gente que hace deporte o simplemente descansa. En el verano (por lo general los fines de semana) los más jóvenes van a la isla por la noche de fiesta en sus terrazas, o para divertirse con una botella de alcohol en un banco o en el césped (esta forma de entretenimiento se denomina a veces como banco-fiesta).
La isla de Csepel (pronunciación en húngaro:] tʃɛpɛlsiɡɛt [) es la isla mayor del río Danubio en Hungría. Tiene 48 km (30 millas) de largo, su ancho es de 6,8 km (3,75-5 millas) y su área abarca 257 km² (99 millas cuadradas), aunque solo el extremo norte se encuentra dentro de los límites de la ciudad.
Hajógyári-Sziget ([hɒjo ː ː ɟa siɡɛt ri], o Sziget Óbudai-) es una isla artificial, ubicada en el tercer distrito. Esta isla alberga numerosas actividades tales como: wake boarding, motos de agua durante el día, y clubes de baile durante la noche. Esta es la isla donde tiene lugar el famoso Festival de Sziget, recibiendo cientos de actuaciones por año y alrededor de 400 000 visitantes en su última edición. Se están llevando a cabo muchos proyectos de construcción para hacer de esta isla uno de los centros de ocio más importantes de Europa, el plan es construir edificios de apartamentos, hoteles, casinos y un puerto deportivo.
Luppa-Sziget es la isla más pequeña de Budapest, situada en la región norte.

## Educación

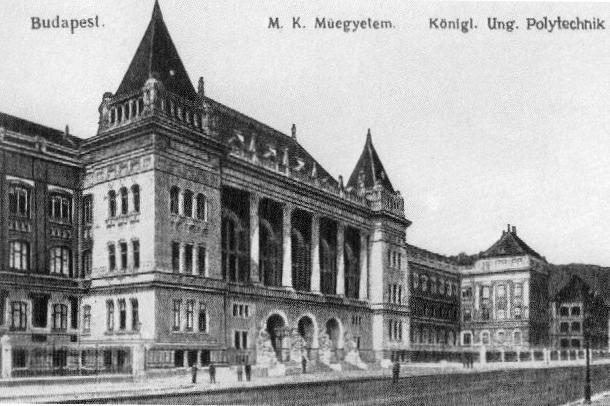
Edificio principal de la Universidad de Tecnología y Economía de Budapest en 1909.

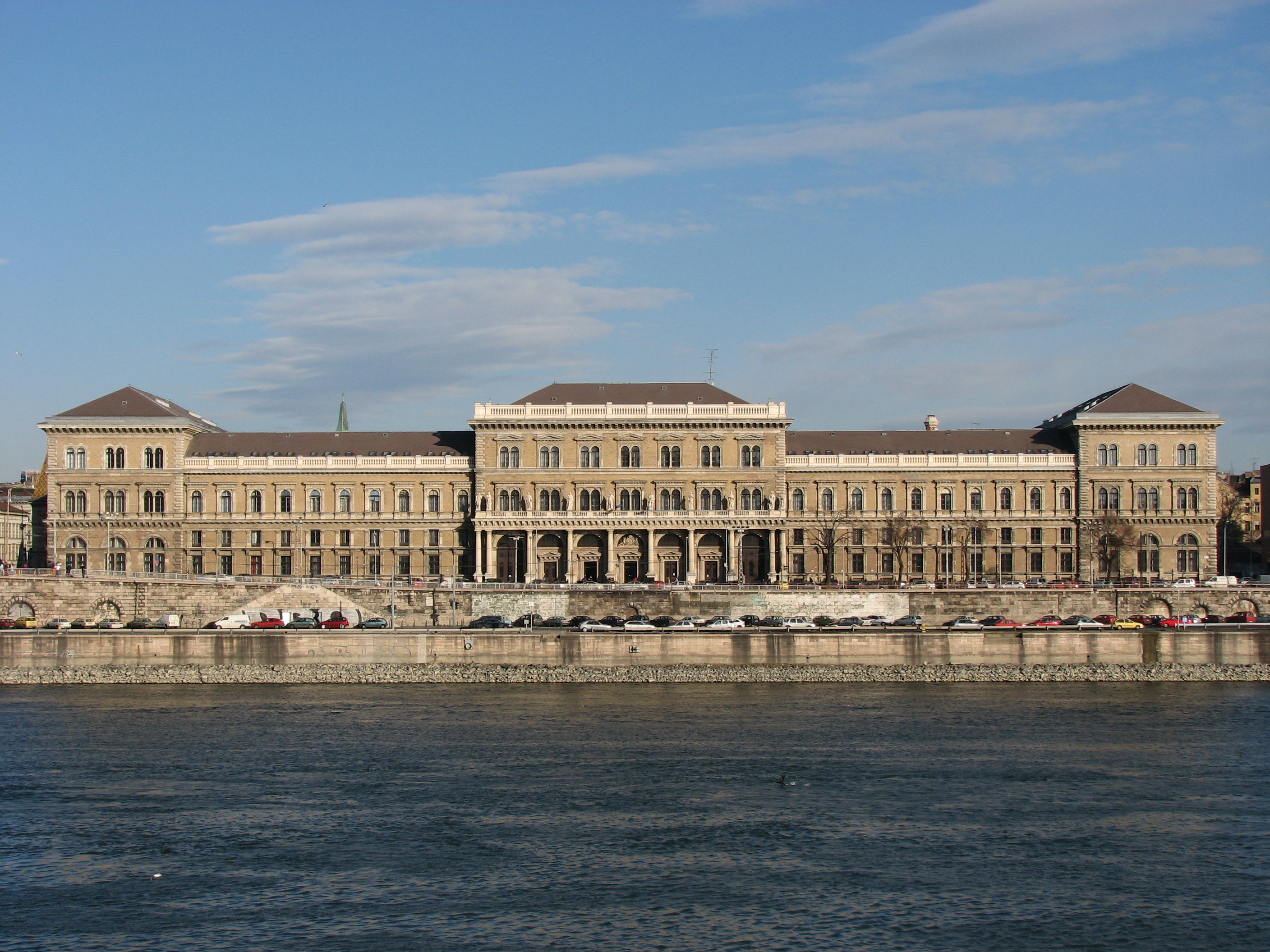
Universidad Corvinus de Budapest.

Budapest es el centro educativo de Hungría y sede de las universidades más prestigiosas del país:
- Universidad Eötvös Loránd
- Budapest Business School
- Universidad Central Europea
- Universidad de Tecnología y Economía de Budapest
- Universidad Corvinus de Budapest
- Universidad Semmelweis (universidad médica)
- Universidad Szent István
- Universidad Óbuda
- Universidad Católica Pázmány Péter
- Universidad Reformada Károli Gáspár
- Universidad de Budapest de Estudios Judíos
- International Business School
- Universidad Andrássy de Budapest
- Universidad de Arte y Diseño Moholy-Nagy
- Academia de Música Ferenc Liszt

Hay institutos de enseñanza secundaria:
- Instituto Bilingüe Húngaro-Español Károlyi Mihály de Kispest
- Instituto Bilingüe Karinthy Frigyes

## Transporte

### Aéreo

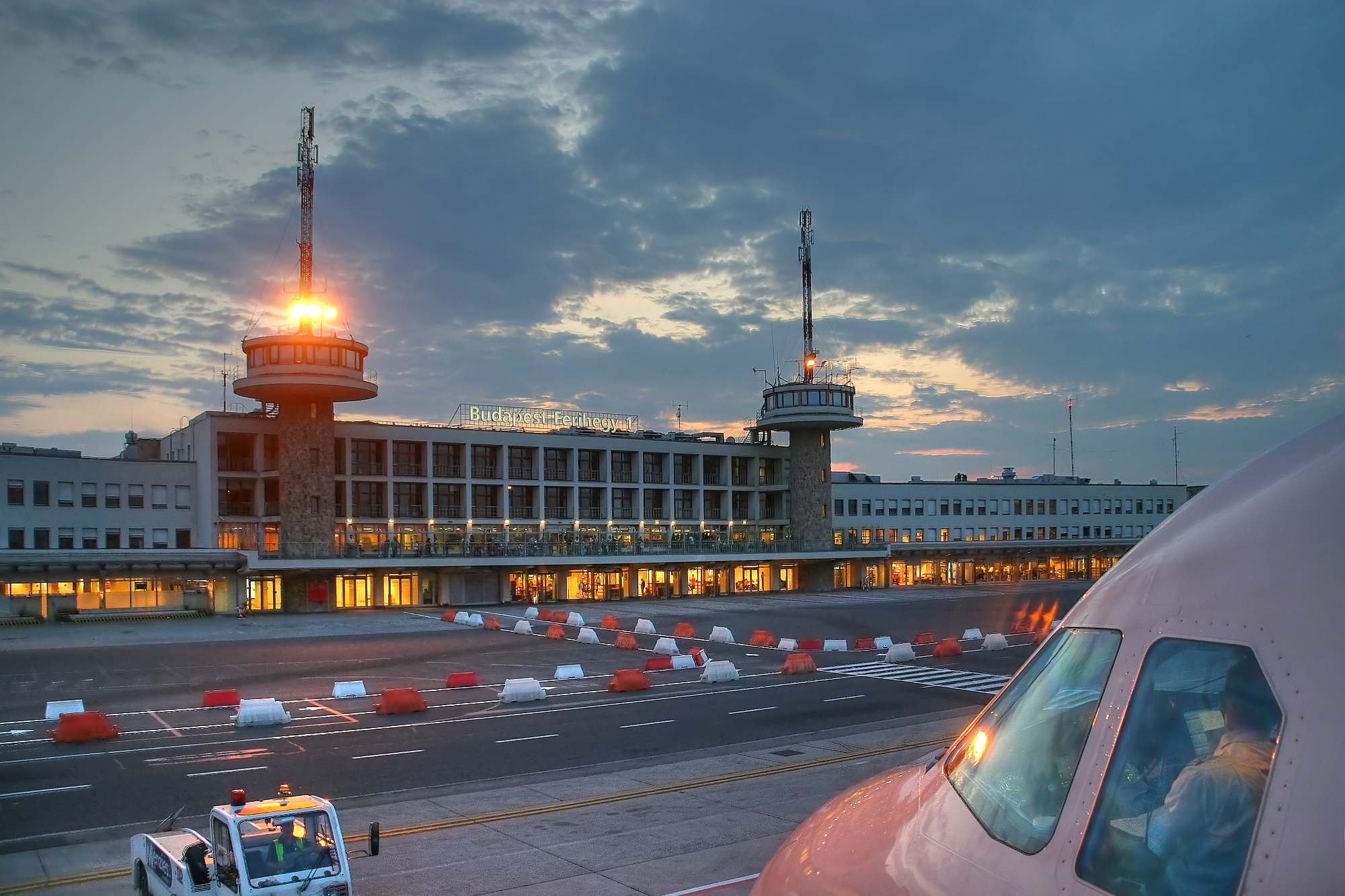
Terminal 1 del Aeropuerto de Budapest-Ferihegy.

El Aeropuerto de Budapest-Ferenc Liszt está situado a unos 25 km al sureste del centro de la ciudad. Está constituido por tres terminales: Ferihegy 1, Ferihegy 2/A y Ferihegy 2/B. Desde el aeropuerto se tardan unos 30 minutos en llegar al centro de la ciudad; el precio del viaje es de unos 25 € en taxi y unos 6 € en bus. Malév era la compañía aérea nacional.
También se puede llegar al aeropuerto mediante transporte público, el autobús número 200E conecta las dos terminales con la estación de metro y ferroviaria Kobanya-Kispest, y el número 93 conecta la Terminal 1 con la misma estación. El precio es de aproximadamente 900 forintos (algo más de 3 euros). Otra buena opción para llegar desde el aeropuerto hasta el centro de la ciudad es el autobús 100E, que hace paradas en Kalvin Ter, Astoria M y Deak Ferenc Ter. También se puede llegar al centro de la ciudad en tren desde la Terminal 1 hasta la estación de Nyugati.

### Ferroviario

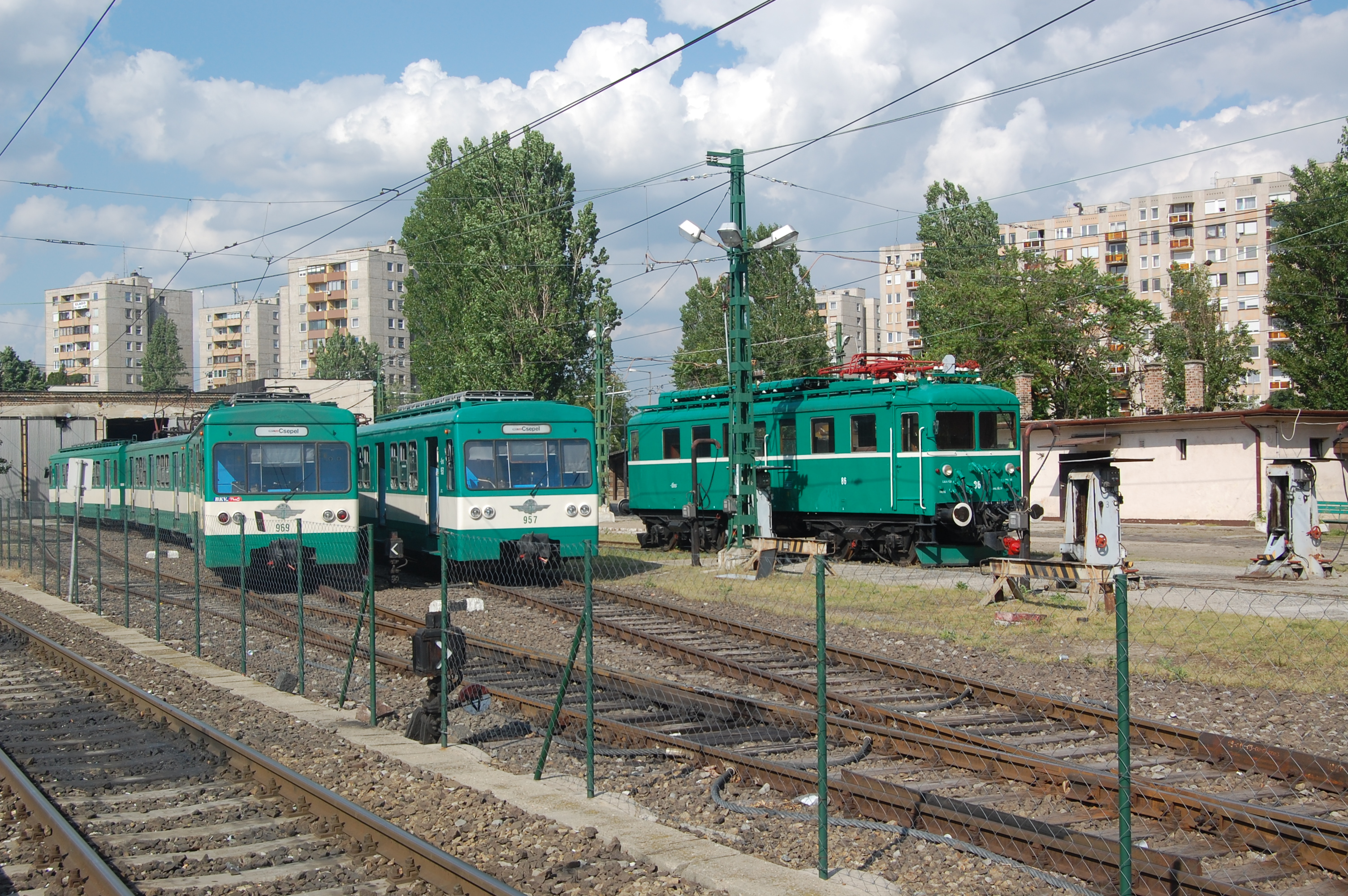
Unidades de tren suburbano de Budapest, parte de las líneas HÉV.

La compañía nacional de transporte ferroviario húngara es MÁV. Las tres estaciones principales de Budapest son: Keleti al este, Nyugati al oeste y Déli al sur. Las tres tienen conexiones nacionales e internacionales. Budapest fue una de las paradas más importantes del Orient Express hasta 2001, año en el que el recorrido fue reducido a entre París y Viena.
La red de metro de Budapest es la más antigua del continente, habiéndose inaugurado con ocasión de la celebración del "Milenario" en 1896. También hay un servicio de trenes suburbanos en los alrededores de Budapest, que opera bajo la denominación HÉV.

### Transporte público

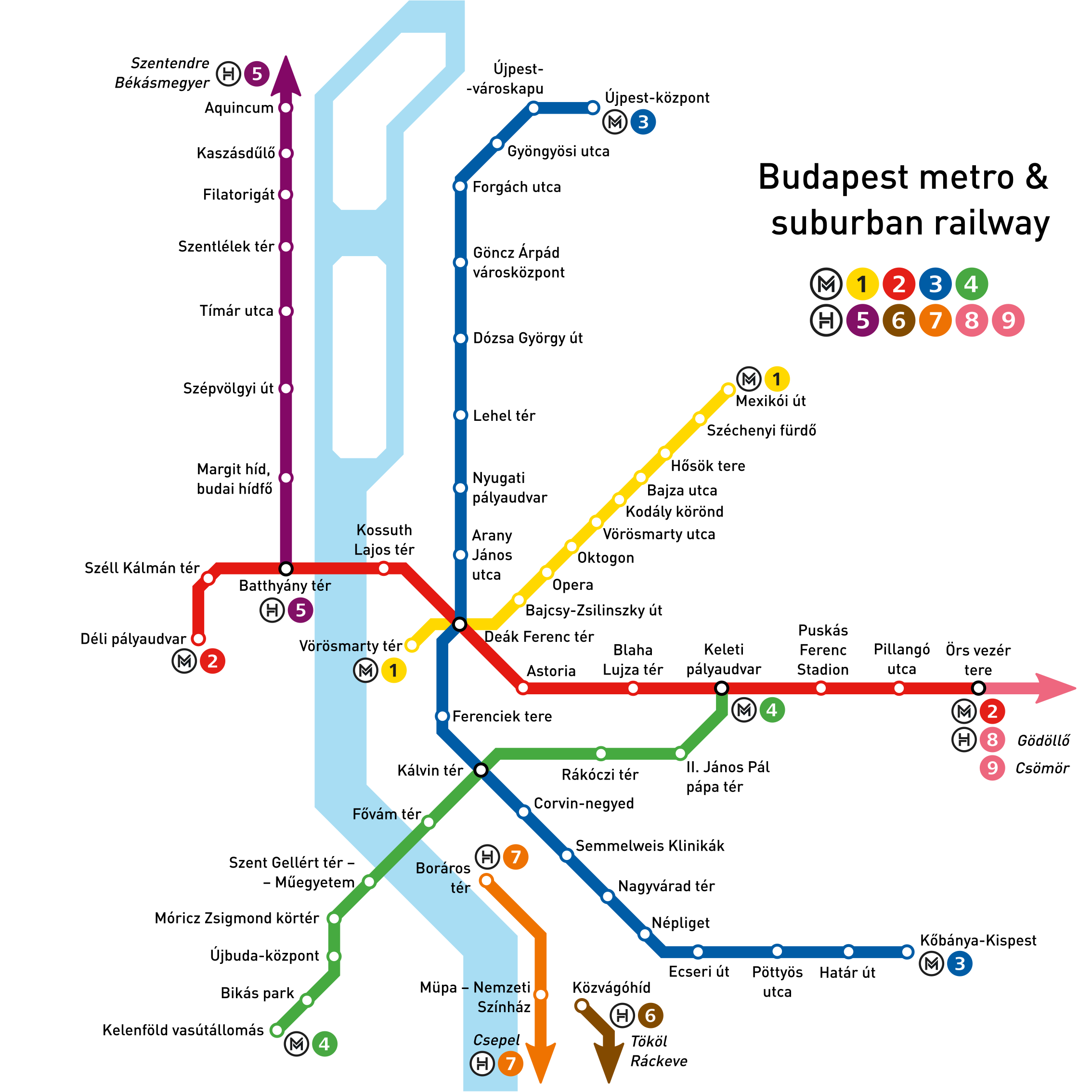
Líneas de metro y tren suburbano de Budapest.
Metro:
Línea M1
Línea M2
Línea M3
Línea M4
Tren suburbano:
Línea H5
Línea H6
Línea H7
Líneas H8 y H9

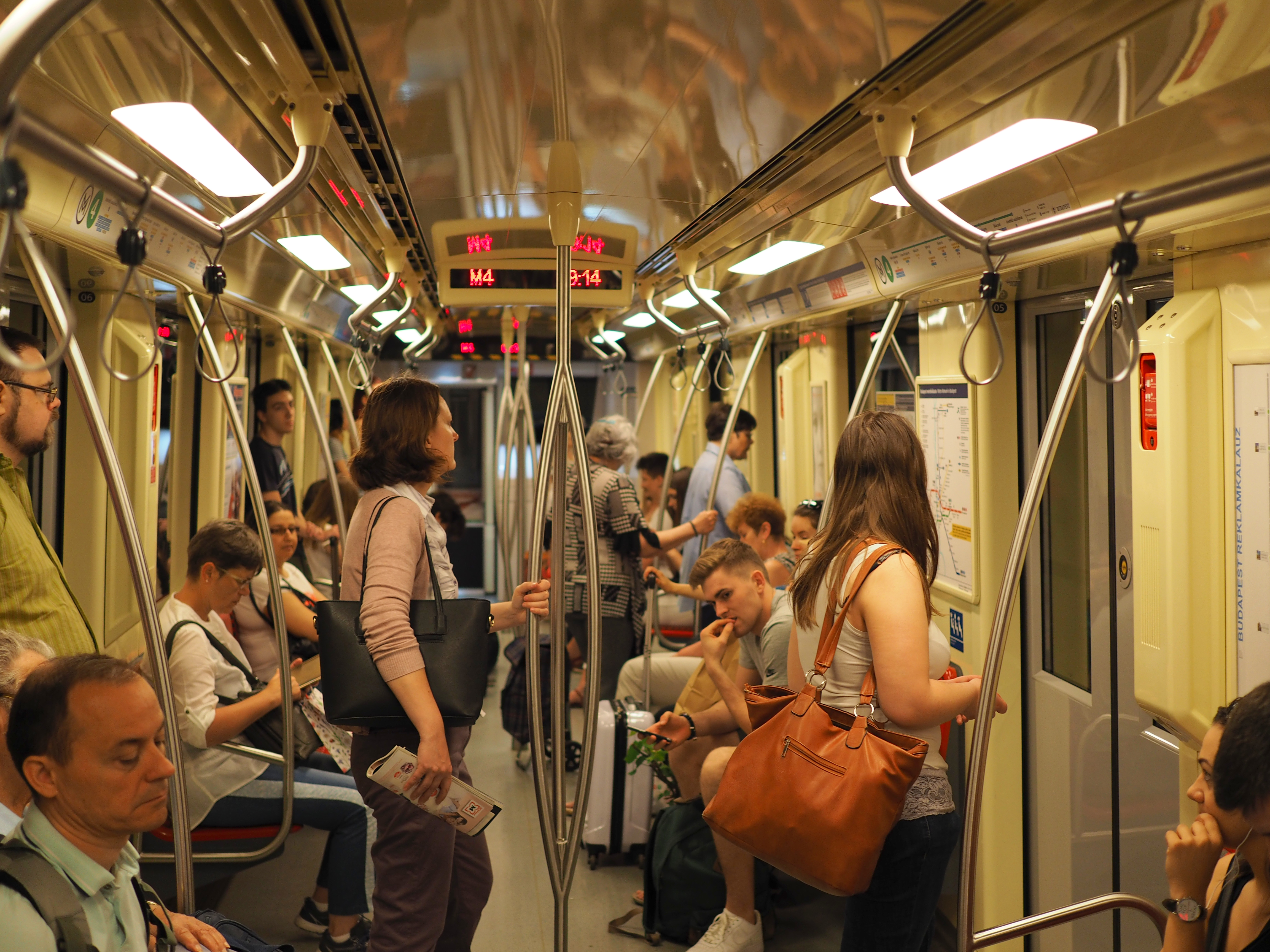
Metro de Budapest.

El transporte público en Budapest está gestionado por la Empresa de Transporte de Budapest (Budapesti Közlekedési Vállalat, BKV), compañía que se encarga de los autobuses, trolebuses, tranvías, líneas de ferrocarril de cercanías, metro, servicios de barco, funicular y un telesilla llamado Libegő.

#### Metro
El Metro de Budapest es la forma más rápida de moverse por la ciudad.Tiene cuatro líneas: M1 (amarilla), M2 (roja), M3 (azul) y M4 (verde). Las cuatro líneas de metro convergen en la estación Deak Ferenc Ter. La primera en construirse fue la línea amarilla, en 1896, lo que la convierte en la segunda línea de metro más antigua del mundo, solo superada por el metro de Londres construido unos treinta años antes, en 1863. Sin embargo, también se trata de la primera línea de metro electrificada de Europa. El resto de líneas del metro de Budapest se construyeron a finales del siglo XX o en el siglo XXI: la roja, en 1970; la azul, en 1976; y la verde, en 2014.
Estas son las líneas que se pueden usar en función de los puntos de interés a visitar:
- Línea 1 (amarilla): Avenida Andrassy, Parque de la Ciudad, Plaza de los Héroes y la Ópera.
- Línea 2 (roja): Parlamento, Gran Sinagoga y Bastión de los Pescadores.
- Línea 3 (azul): Mercado Central de Budapest.
- Línea 4 (verde): Conecta la ciudad de este a oeste.

#### Autobús
En Budapest operan más de 260 líneas de autobús. Algunas de ellas (las que terminan con una E) son exprés y no hacen todas las paradas del recorrido.
Las líneas de autobús más útiles para visitar la ciudad son las siguientes:
- Línea 7. Centro de Pest, cruza el puente de Isabel y va hasta la zona sur de Buda, al otro lado del río.
- Línea 15. Cubre la mayor parte de la zona interior de Budapest.
- Línea 16 y Línea 16A. Para llegar a la zona del Bastión de los Pescadores.
- Línea 105. Desde Deák Ferenk tér hasta el centro de la zona de Buda.

#### Tranvía

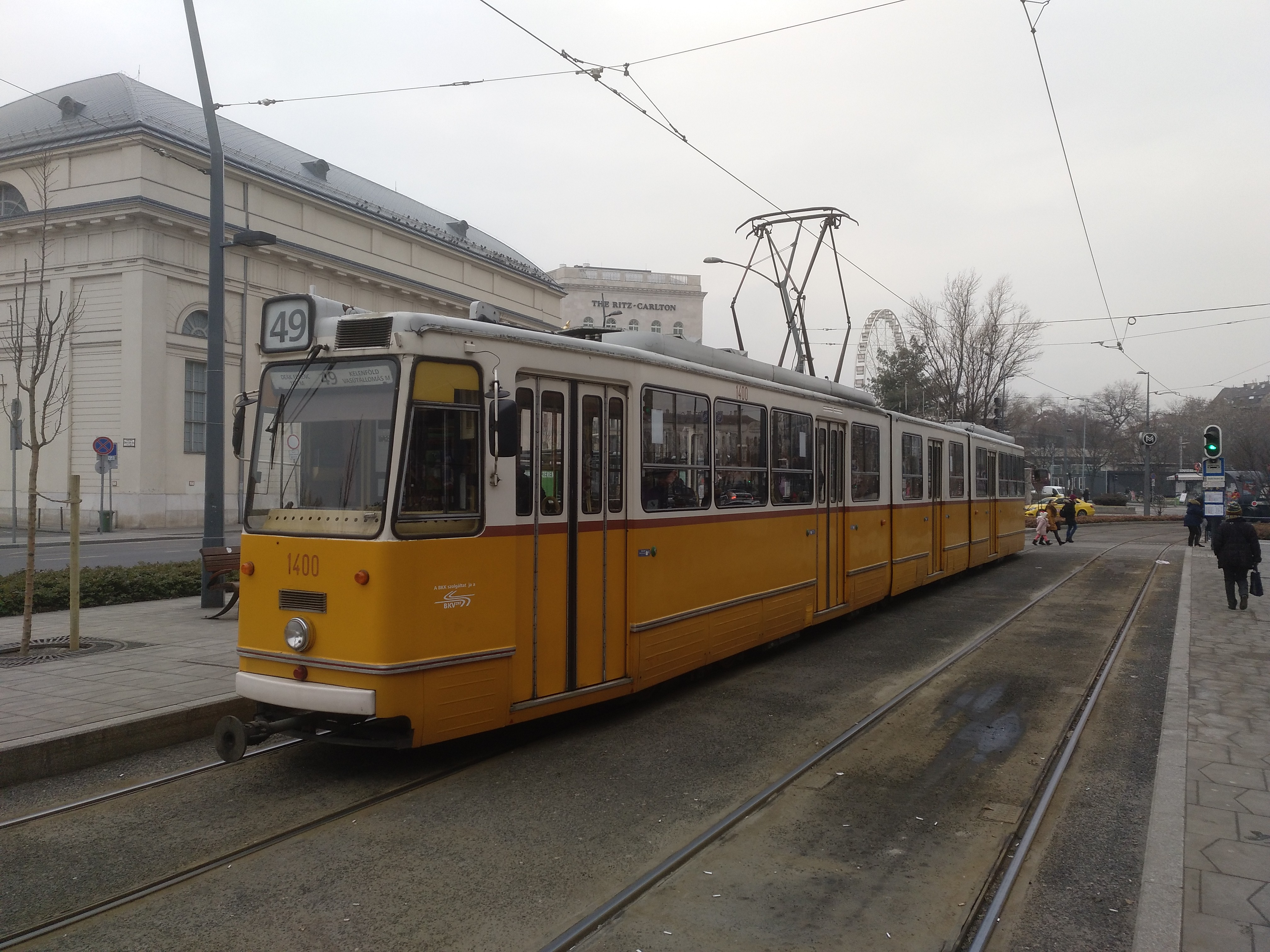
Un tranvía de Budapest, construido por Ganz hacia 1972.

La red de tranvía de Budapest es extensa y fiable a pesar de la deficiente infraestructura y su envejecida flota. Las rutas 4 y 6 combinadas forman la línea de tranvía más ocupada del mundo, con los tranvías de pasajeros más largos del mundo (54 metros de largo Combino de Siemens) que se ejecuta de 60 a 90 segundos en hora punta y 3-4 minutos fuera de horas punta y por lo general lleno de gente.
Hay un total de 40 líneas de tranvía en Budapest y las más útiles para visitar la ciudad son las siguientes:
- Línea 2. Recorre la orilla este del río Danubio y hace parada en el Parlamento, el Puente de las Cadenas o el Mercado Central.
- Línea 19. Mismo recorrido que la línea 2, pero por la otra orilla, la orilla oeste del río Danubio, en la zona de Buda.
- Líneas 4 y 6. Recorren la Gran Carretera de Circunvalación de Pest para terminar la ruta en la zona de Buda, al oeste del Danubio.
- Línea 18. Va desde el sur de la zona de Buda antes de meterse en la colina.
- Líneas 47, 48 y 49. Unen Deák Ferenk tér, una de las estaciones más importantes de Budapest con varios puntos del sur de la zona de Buda.

### Carreteras
Budapest es el término húngaro de carretera más importante, la mayoría de las principales carreteras acaban cerca de los límites de la ciudad. El sistema de carreteras en la ciudad se diseña de manera similar a la de París, con varias carreteras en anillo, y avenidas que irradian desde el centro.
La carretera de circunvalación M0 alrededor de Budapest está casi terminada, con una sola sección que falta en el lado oeste debido a las disputas locales. Actualmente, la carretera de circunvalación es de unos 80 kilómetros de longitud, y una vez terminado, será cerca de 100 kilómetros de longitud.

### Transporte fluvial
El río Danubio fluye a través de Budapest en su camino hacia el mar Negro. El río es navegable fácilmente y así Budapest ha sido históricamente un puerto comercial importante (en Csepel). En los meses de verano funciona un servicio programado de hidrodeslizador desde el Danubio hasta Viena.

## Deportes
En Budapest hay varios equipos que juegan son el Ferencvaros TC, MTK Budapest y el Budapest Honvéd. El Ferencvaros TC juega en el Groupama Arena con capacidad para 22 000 espectadores y el MTK Budapest y el Budapest Honvéd en el Estadio Nándor Hidegkuti con capacidad 5322 espectadores. El Ferencvaros TC que solo tuvo una participación en la Liga de Campeones de la UEFA 2020-21 quedando en el último puesto en el Grupo G ante la Juventus, FC Barcelona y FC Dinamo Kiev con un solo punto logrado ante el Dinamo de Kiev, compite en la NB1 junto a MTK Budapest y el Budapest Honvéd. Otro equipo es el Újpest FC que juega en el estadio Ferenc Szusza con capacidad para 13,500 espectadores y su mejor participación fue en la desaparecida Copa de Ferias quedando subcampeón ante el Newcastle United Football Club. Y juega actualmente la NB1.
| Predecesor: Porto Alegre | Universiadas 1965 | Sucesor: Tokio |

## Relaciones internacionales

### Hermanamiento de ciudades
Budapest está hermanada con catorce capitales del mundo: Bangkok (Tailandia), Berlín (Alemania), Bucarest (Rumania), Lisboa (Portugal), Madrid (España), París (Francia), Pekín (China), Sarajevo (Bosnia y Herzegovina), Sofía (Bulgaria), Varsovia (Polonia), Viena (Austria), Vilna (Lituania), Yakarta (Indonesia) y Zagreb (Croacia). La lista completa de hermanamientos es la siguiente:
| Fecha | Ciudad             | País                 |
| ----- | ------------------ | -------------------- |
| 1985  | Estambul           | Turquía              |
| 1990  | Viena              | Austria              |
| 1992  | Madrid             | España               |
| 1995  | Sarajevo           | Bosnia y Herzegovina |
| 2009  | La Paz             | Bolivia              |
| 1985  | Esmirna            | Turquía              |
|       | Sofía              | Bulgaria             |
| 2005  | Pekín              | China                |
| 1994  | Zagreb             | Croacia              |
| 1956  | París              | Francia              |
| 1992  | Berlín             | Alemania             |
| 1990  | Fráncfort del Meno | Alemania             |
| 2009  | Yakarta            | Indonesia            |
| 1989  | Tel Aviv           | Israel               |
| 2008  | Florencia          | Italia               |
| 2005  | Varsovia           | Polonia              |
|       | Vilna              | Lituania             |
| 1992  | Lisboa             | Portugal             |
| 1991  | Bucarest           | Rumania              |
| 1997  | Košice             | Eslovaquia           |
| 1994  | Daejeon            | Corea del Sur        |
| 2007  | Bangkok            | Tailandia            |
| 1993  | Leópolis           | Ucrania              |
| 1990  | Fort Worth         | Estados Unidos       |
| 2010  | Gaziantep          | Turquía              |
| 1992  | Nueva York         | Estados Unidos       |

### Colaboración
| - Cracovia, Polonia |

| Predecesor: Helsinki | Sede de las Sesiones del Comité del Patrimonio de la Humanidad 2001 | Sucesor: París |